# Conrado II
Conrado II (ca. 989/990-4 de junio de 1039), conocido también como Conrado el Viejo y Conrado el Salio, fue un noble germano que llegó a gobernar como rey de Germania (Regnum Teutonicum, desde 1024) y de Italia (desde 1026) y que en 1027 consiguió ser coronado en Roma emperador del Sacro Imperio Romano Germánico, cargo que desempeñó hasta su muerte en 1039. Fue el primero de una sucesión de cuatro emperadores salios, que reinaron durante un siglo hasta 1125. Tras la muerte en 1032 del rey Rodolfo III de Borgoña, que no tenía hijos, Conrado reclamó el dominio sobre el Reino de Borgoña, que conquistó con tropas alemanas e italianas e incorporó al imperio. Los tres reinos (Germania, Italia y Borgoña) formaron la base del imperio como la regna tria (tríada real). 
Hijo de un noble de Franconia de nivel medio, el conde Enrique de Espira, y de Adelaida de Metz de la dinastía Matfriding, que había gobernado el ducado de Lorena desde 959 hasta 972, Conrado heredó los títulos de conde de Espira y de Worms durante la infancia después de la muerte de su padre alrededor del año 990. Extendió su influencia más allá de las tierras heredadas, al ganarse el favor de los príncipes del reino. En 1016 Conrado se casó con la duquesa Gisela de Suabia —hija de Herman II de Suabia que en 1002 había reclamado infructuosamente el trono alemán, tras la muerte de Otón III, que pasó a poder de Enrique II— que ya había enviudado dos veces (casada primero con el conde Bruno I, muerto alrededor de 1010, y luego con Ernesto I de la casa de Babenberg). Cuando en 1024 la línea dinástica imperial otoniana quedó sin sucesor tras la muerte del emperador Enrique II, una asamblea de los príncipes electores celebrada el 4 de septiembre nombró a Conrado, de 34 años, rey (Rex romanorum). Fue coronado como rey en la catedral de Maguncia el 8 de septiembre de 1024. Antes de tres años, el 26 de marzo de 1027, el papa Juan XIX coronó a Conrado y a su esposa Gisela como emperador y emperatriz, respectivamente, en la antigua basílica de San Pedro de Roma. A la coronación asistieron Canuto II de Dinamarca, Rodolfo III de Borgoña y 70 clérigos de alto rango, incluyendo a los arzobispos de Colonia, Maguncia, Trier, Magdeburgo, Salzburgo, Milán, y Rávena. Logró incorporar al Imperio Lusacia, Borgoña y Suabia.
Conrado II adoptó muchos aspectos de su predecesor otoniano Enrique II con respecto al papel y la organización de la Iglesia, así como a las prácticas generales de gobierno, que a su vez se habían asociado con Carlomagno. Si bien el emperador no era antimonástico, inmediatamente abandonó el favoritismo que bajo sus antecesores Otón I y Enrique II se había mostrado hacia los hombres de la Iglesia, sustituyendo en las funciones administrativas al clero por funcionarios civiles, lo que le enfrentó a los grandes señores y al clero terrateniente. Otorgó privilegios que provocaron una liberalización de mercado, lo que promovió el comercio. En Italia, inicialmente dependió de los obispos (en su mayoría de origen alemán) para mantener el poder imperial. A partir de su segunda expedición italiana en 1036, cambió su estrategia y mediante el Edicto de Pavía (Edictum de beneficiis) del 28 de mayo de 1037 convirtió en hereditarios los pequeños feudos (valvassores, nobles menores), disminuyendo así su dependencia de los capitanei (los vasallos directos de un obispo o de un conde), lo que le procuró el apoyo de la pequeña nobleza y de la élite militar. Su reinado marcó un punto culminante del dominio imperial medieval durante un período relativamente pacífico para el imperio.

## Contexto familiar
Conrado pertenecía a una familia a la que sólo ocasionalmente se hacía referencia como salia en el siglo XII y cada vez más desde el siglo XIV. Sus antepasados probablemente se puedan encontrar en el clan de los Widon, una familia que ya formaba parte de la clase dominante del imperio en el siglo VII. A finales del siglo VIII, los widonidas se dividió en diferentes ramas. Una parte estableció su dominio en Worms y Speyergau. Desde principios del siglo X, a partir de Werner, un noble franco del ducado de Franconia del este del Rin que fue conde en Worms, Nahe y Speyergau, se puede rastrear sin interrupción la línea de los antepasados salios. Con su hijo Conrado el Rojo comenzó el ascenso de la familia. Amplió las propiedades de su padre y en 941 formó parte del séquito más cercano del rey Otón I (futuro emperador del Sacro Imperio Romano Germánico). En 944 (o 945) se le concedió el ducado de Lorena. Al casarse en 947 con Lutgarda de Sajonia, una de las hijas de Otón, consolidó su cercanía al rey. Pero Conrado se sintió desairado cuando el rey rechazó un acuerdo que había negociado con Berengario II de Italia, el rival aún no derrotado de Otón por la corona real italiana. También vio su influencia en la corte real amenazada por la creciente ascendencia del hermano de Otón, Enrique I, duque de Baviera. En 953, Conrado se unió al hijo del rey, Liudolfo, en una rebelión contra Otón. La rebelión fue aplastada y Conrado fue despojado de su título ducal. Conrado y Otón finalmente se reconciliaron. Conrado luchó junto a Otón y cayó en la decisiva batalla de Lechfeld en 955 que puso fin a las invasiones húngaras de Europa.
El resurgimiento de la familia comenzó después de la muerte de Conrado. Su hijo Otón de Worms, que también era nieto de Otón el Grande, es mencionado como conde en Nahegau en un documento real del año 956. También era propietario de los condados de Mayenfeld, Kraich, Elsenz, Pfinz y Enzgau y quizás también de Uffgau. Tras el fracaso de un levantamiento de los príncipes del sur de Alemania, el emperador Otón II concedió en 978 a su sobrino Otón de Worms el ducado de Carintia. Sucedió al duque rebelde Enrique I de Carintia, que había sido depuesto después de la Guerra de los Tres Enriques (977-978). Sin embargo, al recibir el título ducal, Otón perdió su condado en Worms, que fue entregado al obispo local Hildebaldo, canciller imperial del emperador Otón II. Cuando en 983 murió repentinamente Otón II, le sucedió su hijo pequeño Otón III, sirviendo como regente su madre Teófano Esclero. Teófano buscó reconciliar a la casa imperial con Enrique I, restaurándolo como duque de Carintia en 985, y permitiendo que Otón de Worms recuperase su posición ancestral de conde de Worms. A Otón se le permitió autodenominarse «duque de Worms» y su territorio original se amplió de acuerdo con ese su nuevo rango, otorgándosele el gobierno, con la tutela de Otón III, de la corte real de Lautern (Kaiserslautern) y del bosque de Wasgau. Otón de Worms sirvió lealmente al nuevo emperador y recibió la Marca de Verona en 985, cuando el entonces ducado de Carintia fue entregado a Enrique IV de Baviera. La cercanía de la familia salia a la familia real se constata ya en 995, cuando Otón recibió nuevamente el ducado de Carintia, y en 996, cuando el emperador Otón III invistió a Bruno, hijo de Otón de Worms, como papa Gregorio V. Cuando el emperador Otón III murió en 1002, tanto Otón de Worms, abuelo de Conrado, como Enrique IV pasaron a ser elegibles para el reino de Germania. En un compromiso, Otón se retiró y a cambio recibió el ducado de Carintia del recién elegido rey Enrique IV, que gobernó como Enrique II de Germania. Como resultado, Otón de Worms renunció a sus feudos en Worms en beneficio del obispo Burcardo de Worms, un antiguo rival político.
Entre 965 y 970, nació Enrique de Espira, primer hijo de Otón de Worms y futuro padre de Conrado II, de quien se sabe muy poco. Murió a la edad de 20 años, entre 985 y 990. El matrimonio de Enrique con Adelaida de Metz probablemente se produjo en una época en la que Otón era un duque sin ducado y de él nació Conrado, llamado el Viejo, que más tarde se convirtió en Conrado II. La madre de Conrado provenía de una familia noble de Alta Lorena y poco después de fallecer Enrique, se casó con un noble franco. Tras su nuevo matrimonio, Adelaida probablemente prestó poca atención a Conrado y su relación con él decayó. Ya siendo emperador, Conrado cedió a su madre reliquias para el monasterio de los canónigos de Öhringen, pero por lo demás no se pueden probar relaciones más cercanas. La madre de Conrado nunca aparece como su defensora y ninguna fuente informa de su presencia en la corte. Conrado fue entregado a Burchard, obispo de Worms, hacia el año 1000 para que lo educara. Según la ley de los francos salios, probablemente alcanzó la mayoría de edad a los doce años.
Después de la muerte del emperador Otón III, Otón de Worms, el abuelo de Conrado, fue uno de los candidatos en las elecciones reales, pero no pudo prevalecer contra Enrique II. Como resultado del cambio de trono en 1002, los salios perdieron su influencia política y finalmente fueron expulsados de Worms. Otón de Worms renunció a las posesiones de la familia en esa región y al castillo de Worms. A cambio recibió del rey la importante corte real de Bruchsal con grandes propiedades y el bosque real de Lußhardt. Debido a la temprana muerte de su hijo mayor Enrique, fue su hermano menor Conrado I, duque de Carintia (r. 1004-1011), y no el hijo de Enrique, Conrado (el Mayor), quien se hizo cargo de la herencia de los salios en 1004. La división de la herencia de su abuelo redujo sus oportunidades de ascenso social. En 1011, después de la temprana muerte de su tío Conrado I de Carintia, fue su hijo pequeño (y primo de Conrado el Viejo), Conrado II, duque de Carintia el Joven, quien fue nombrado conde de Worms por el emperador Enrique II, retirándole el ducado de Carintia, que pasó a Adalbero de Eppenstein. Debido a la minoría de edad de Conrado el Joven, Conrado el Viejo se hizo cargo de su cuidado.

### Matrimonio con Gisela de Suabia

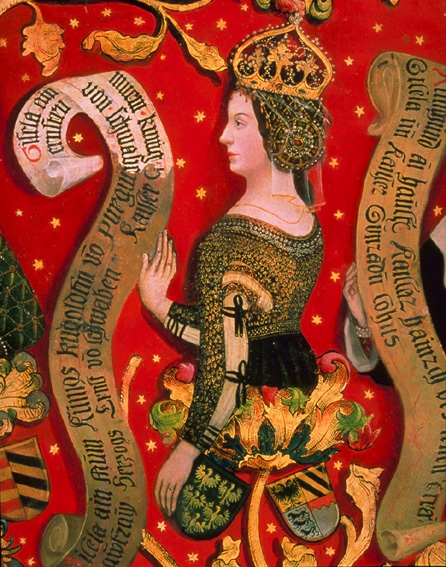
Representación del de Gisela de Suabia. Detalle del árbol familiar de los Babenberg, en el Klosterneuburg Monastery Museum

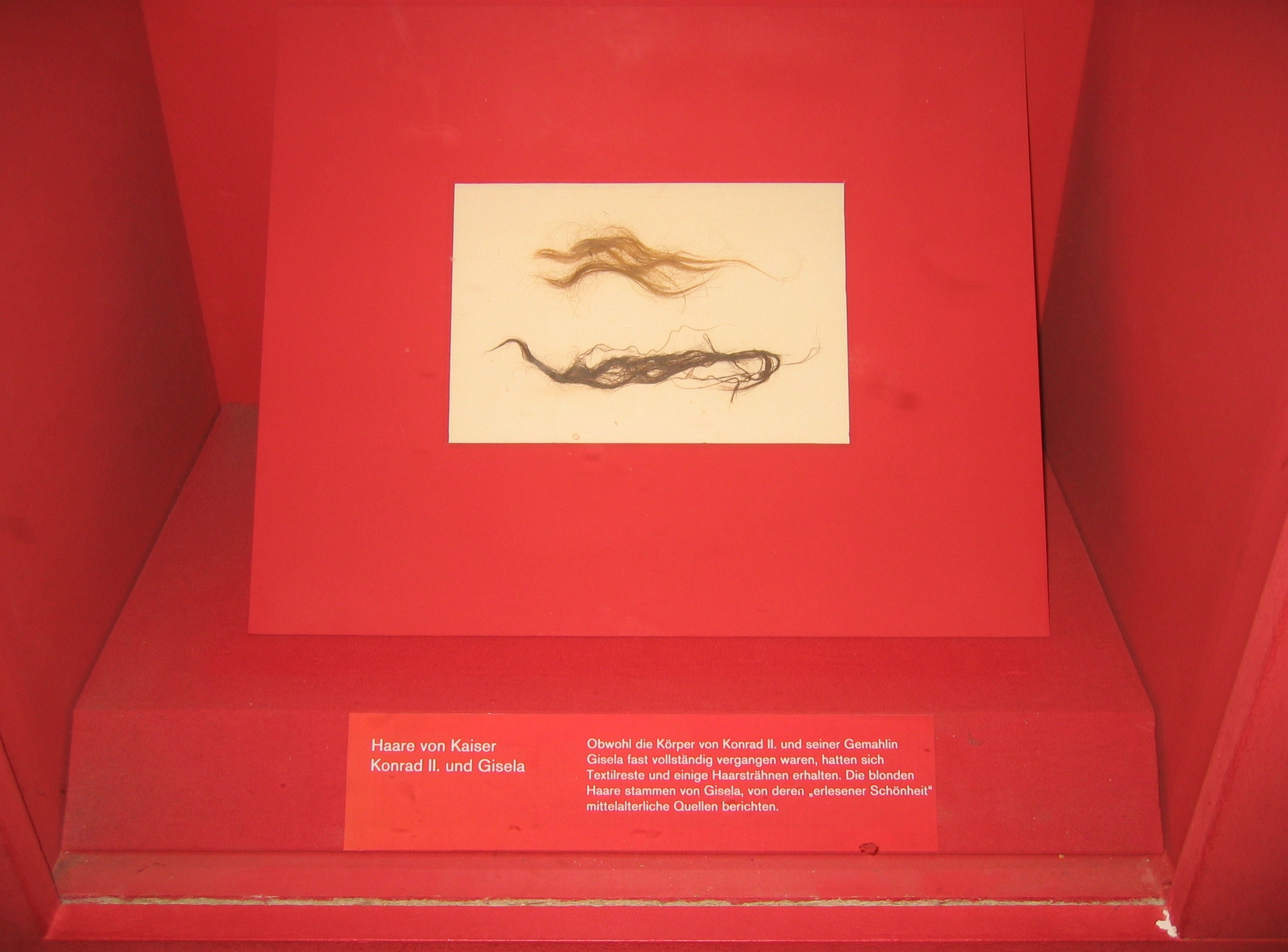
Mechones de cabello de Conrado II y de Gisela en el tesoro de la catedral de Espira

Probablemente Conrado se casó en 1016 con la duquesa Gisela de Suabia, que tenía aproximadamente la misma edad y que ya había enviudado dos veces. Gisela era hija de Herman II de Suabia, quien había pretendido en 1002, sin éxito, hacer valer sus propios derechos al trono alemán tras la muerte del emperador Otón III, que obtuvo el emperador Enrique II. Gisela se había casado por primera vez con el conde Bruno I de Brunswick ese mismo año 1002. Tras la muerte de Bruno alrededor de 1010, Gisela se casó con Ernesto I de la casa de Babenberg. Gracias a este matrimonio, Ernesto I heredó en 1012 el ducado de Suabia tras la muerte del hermano de Gisela, el duque Herman III de Suabia. El matrimonio tuvo dos hijos: Ernesto II y Herman. Después de la muerte de Ernesto I en 1015, el emperador Enrique II nombró a Ernesto II duque de Suabia. Como nuevo marido de Gisela, Conrado esperaba servir como regente de su hijastro menor en la administración del ducado, viéndolo como una oportunidad para aumentar su propio poder, enfatizar su rango ducal y posteriormente reclamar un ducado vacante. Sin embargo, el emperador Enrique II bloqueó ese intento al poner en 1016 la tutela de Ernesto II y la regencia de Suabia en manos del hermano del difunto duque, Poppo de Trier quien también se convirtió en arzobispo de Trier ese mismo año 1016. Esta acción tensó aún más la ya difícil relación entre la casa imperial de Otón y la familia salia. se ha constatado que el 27 de agosto de 1017 Conrado era un aliado del conde Gerhard, un vehemente oponente de Enrique II.
A pesar de la fallida esperanza de obtener el ducado de Suabia, el matrimonio con Gisela fue ventajoso para Conrado ya que ella le aportó su propia riqueza y una procedencia ilustre al matrimonio. Su madre, Gerberga de Borgoña, era hija Conrado, rey de Borgoña, y también nieta de Luis IV, el difunto rey carolingio de Franconia Occidental. También su padre Hermann II era descendiente directo de los carolingios. El linaje de antepasados de Gisela se remontaba al gobernante Carlomagno. Ambos cónyuges eran descendientes, por tanto, del rey Enrique I: Conrado en la quinta generación y Gisela (a través de su madre Geberga) en la cuarta generación. Esto significaba que ambos estaban separados entre sí por nueve grados. Aunque el derecho canónico sólo prohibía los matrimonios entre parientes desde la primera hasta el séptimo grado, algunos contemporáneos —entre ellos Thietmar von Merseburg— se opusieron a esta unión por considerarla un matrimonio ilícito de familiares, aunque el matrimonio de Conrado difería poco de la práctica habitual de la época. El emperador Enrique II se basó en esta violación del derecho canónico cuando obligó a Conrado a un exilio temporal. Durante ese exilio, en su primer año de matrimonio, el 28 de octubre de 1017 Gisela le dio a Conrado un hijo —cuarto y último hijo de Gisela—, el futuro emperador Enrique III. Conrado y el emperador Enrique II finalmente se reconciliaron y él regresó a Germania.

## Reinado como rey

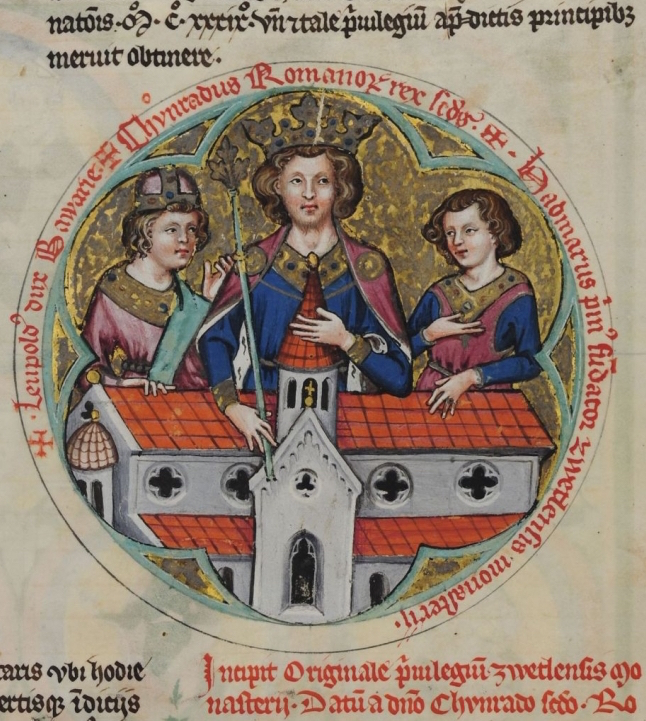
Conrado II

### Elección real
El emperador Enrique II murió sin descendencia en 1024, poniendo fin a la dinastía otoniana que había gobernado Germania desde 919. Sin un sucesor claro al trono germano, el período sin rey sólo duró unas pocas semanas y la viuda de Enrique, Cunegunda de Luxemburgo, dirigió los asuntos imperiales, apoyada por sus hermanos, el obispo Teodorico II de Luxemburgo y Enrique V, duque de Baviera. El arzobispo Aribo de Maguncia, primado de Alemania, también ayudó a Cunegunda.
También conservaba las joyas imperiales en su poder para entregárselas al elegido y así empoderarlo para gobernar. Durante las ocho semanas que duró la vacante del trono, se llevaron a cabo intensas negociaciones preliminares entre los grandes del reino en un pequeño círculo. Según la tesis de Steffen Patzold, en el período inmediatamente previo a la elección del rey en el verano de 1024, el obispo Egilberto de Freising creó el Codex Monacensis Latinus 6388, un pequeño catálogo anotado de quienes habían sido gobernantes desde Clovis I hasta Enrique II. El catálogo le daba a Egilberto una visión general de los cambios en el trono, de las divisiones de imperios y las muertes de gobernantes sin hijos. La recopilación de información tenía una función pragmática. Estaba dirigida a auxiliar en los debates y negociaciones que condujeron a la sucesión abierta al trono.
El 4 de septiembre de 1024, los príncipes alemanes se reunieron en Kamba, nombre histórico de una zona ahora sumergida en la orilla oriental del Rin, frente a la moderna ciudad alemana de Oppenheim. Ahora la ubicación de Kamba está marcada con una pequeña estatua ecuestre de Conrado II. El arzobispo Aribo presidió la asamblea y los príncipes sólo consideraban como candidatos a la realeza a los dos primos del mismo nombre, a Conrado, llamado el Viejo, y a su primo, más joven, Conrado. Ambos eran descendientes del emperador Otón I por su abuelo común Otón de Worms, hijo de Lutgarda, una de las hijas de Otón. Aunque había más miembros de la dinastía otoniana, ninguno fue considerado seriamente como elegible.
El cronista y capellán de Conrado, Wipo de Borgoña, que probablemente estuvo presente en la reunión electoral de Kamba, documentó el acontecimiento y dejó una imagen idealizada de la elección del primer rey salio, una elección libre e ideal. Wipo permite la participación de los sajones y otros votantes elegibles, pero estos no estuvieron representados en absoluto, o al menos no por sus principales representantes. Los sajones tuvieron una reunión principesca en Werla en la que se discutió la elección del rey y adoptaron una actitud neutral, de esperar y ver qué pasaba. Los lorenses estaban en la oposición y aparentemente se pronunciaron a favor de Conrado el Joven. Pero probablemente la mayoría de los príncipes reunidos prefería a Conrado, el Viejo. Los motivos de quienes apoyaron su reinado no están claros. Puede que fuera la falta de descendientes del Conrado joven lo que la mayoría de los votantes percibieron como una deficiencia. Conrado el Viejo ya tenía un hijo de siete años en ese 1024, lo que significaba que se podría establecer una nueva dinastía gobernante de forma permanente. El argumento de la idoneidad, de la capacidad de ejercer el poder con éxito, puede haber tenido una importancia decisiva en la elección del mayor de los Conrados. Según Wipo, fueron los rasgos de carácter de Conrado de virtus y probitas (virtud y probidad) el motivo de la amplia aprobación. Pero sólo después de un largo discurso entre los dos oponentes los dos primos pudieron llegar a un acuerdo. En ese discurso, recreado por Wipo, Conrado el Viejo logró convencer a su primo de que aceptara los resultados electorales independientemente del éxito de su propia candidatura. Se desconocen qué otras promesas le hizo. Como compensación por su renuncia, es posible que le hubiera prometido un ducado vacante o incluso una parte del gobierno. Puede que el difunto Enrique II no haya hecho ninguna designación, como afirma casi unánimemente la tradición posterior.
Como presidente de la asamblea, el arzobispo Aribo emitió el primer voto y apoyó a Conrado el Viejo. Los demás clérigos se unieron a él según su rango. Luego siguieron los grandes del imperio, los duques seculares que también votaron por él. El arzobispo Peregrino de Colonia, el duque Gothelo I de Baja Lorena y el duque Federico II de Alta Lotaringia no lo apoyaron y abandonaron el lugar. La viuda del emperador Cunegunda le dio a Conrado las insignias imperiales (corona, cetro, orbe imperial y otros objetos de valor que simbolizaban el gobierno real) y así colocó al nuevo gobernante en la tradición de sus predecesores.

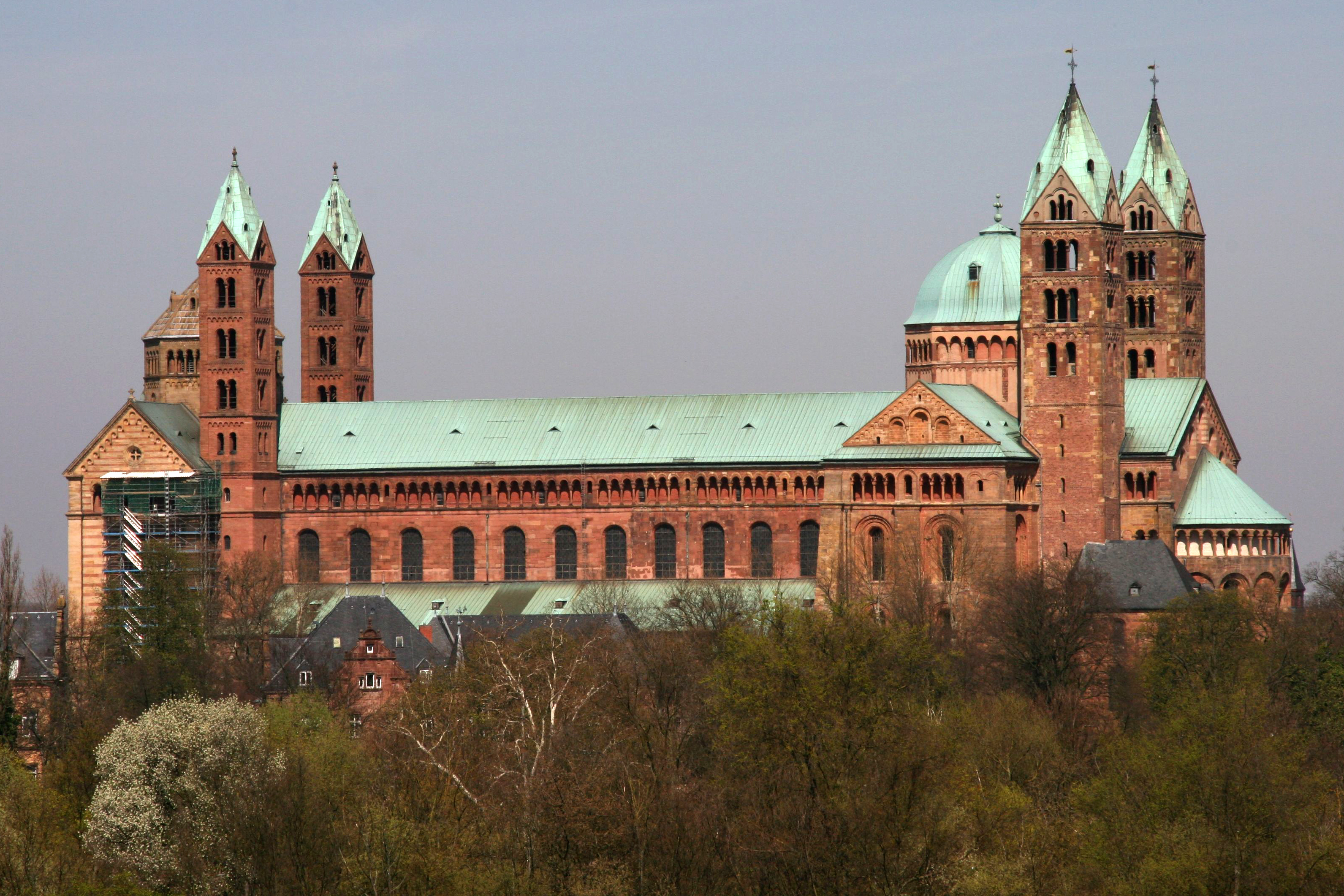
Catedral de Espira, consagrada en 1061

#### Coronación de Conrado en Maguncia y retraso de la coronación de Gisela
El 8 de septiembre de 1024, en la fiesta mayor de la Natividad de la Virgen María, tuvo lugar la coronación del nuevo rey de Germania que contaba 34 años. Utilizando el ejemplo de la sucesión al trono de Conrado II, Gerd Althoff y otros historiadores han destacado la importancia del ceremonial. En la procesión a la consagración en la catedral de Maguncia, Conrado fue requerido públicamente a demostrar su capacidad de clementia (apacibilidad), misericordia (misericordia) y iustitia (justicia): perdonó a un antiguo enemigo, se apiadó de un pobre, e hizo justicia a una viuda y a un huérfano. Éstas fueron innovaciones en el proceso ceremonial de convertirse en rey. El gobernante ya estaba comprometido con sus obligaciones como gobernante cristiano cuando asumía el cargo. Puede haber una conexión con su predecesor, aunque carecía de las virtudes de un gobernante como la justicia y la misericordia. En la catedral de Maguncia, Conrado fue ungido por Aribo y coronado rey. Se desconoce qué corona se colocó sobre la cabeza ungida del nuevo gobernante en 1024. Según la opinión actual, la llamada corona imperial habría sido realizada para Otón I, como muy pronto alrededor del año 960 y como muy tarde para Conrado II. Según otros, la corona no fue creada hasta mediados del siglo XII para el primer rey Hohenstaufen, Conrado III. El proceso de transpersonalización del gobierno puede haber encontrado su manifestación más tangible en un cambio de comprensión de las insignias imperiales. Es posible que Conrado II fuera el primero en desarrollar la idea del «emperador que nunca muere» [„Kaiser, der niemals stirbt“] en este contexto.
Aribo no sólo había impulsado a su candidato en Kamba, sino también la gestión de las elecciones y su primer derecho al voto, y finalmente había alcanzado la cima de su popularidad con la ceremonia de coronación en Maguncia. En la lucha por obtener el puesto más elevado del episcopado, el metropolitano de Maguncia, que ya era canciller de Germania, se impuso al arzobispo Pilgrim de Colonia. Poco después de asumir el cargo, Conrado le otorgó la archicancillería italiana. A partir de entonces, Aribo fue canciller imperial y, por tanto, jefe nominal de la cancillería germana y al mismo tiempo jefe de la autoridad documental italiana, convirtiéndolo en el segundo hombre más poderoso del Sacro Imperio Romano.
Pero sorprendentemente Aribo se negó a coronar a Gisela en Maguncia. Wipo no da una razón precisa para ese comportamiento tan descortés: un escándalo cuyas causas siguen siendo un misterio por investigar hasta el día de hoy. Ninguna de las suposiciones puede ser probada de acuerdo a las fuentes. La negativa de Aribo tuvo importantes consecuencias para la tradición de coronación de Maguncia. El arzobispo Pilgrim de Colonia vio la situación como una oportunidad para restablecer su relación con el rey, después de haberse negado a apoyar la elección de Conrado, y también de ganar permanentemente los derechos de coronación de Colonia. Coronó reina a Gisela en su catedral el 21 de septiembre de 1024. La reorientación política de Pilgrim también debilitó a los opositores al nuevo rey.
Para conmemorar su elección, Conrado encargó la construcción de la catedral de Espira, cerca de su hogar ancestral de Worms. La construcción comenzó en el año 1030.

### Reinado temprano
Conrado heredó un reino aquejado de problemas. Los duques de Sajonia y Lorena y su primo Conrado de Carintia se opusieron a su gobierno. Para fortalecer su posición, Conrado y Gisela se embarcaron en una gira real. En Augsburgo, Conrado recibió el apoyo del obispo Bruno y en Estrasburgo obtuvo el apoyo del obispo Werner. Ambos hombres eran hermanos del antiguo emperador Enrique II y Conrado los nombró para altos cargos en su corte. Después de visitar Colonia, Conrado se detuvo en Aquisgrán, donde, como sucesor de Carlomagno, el fundador del imperio, anunció que continuaría la tradición de reclamar Francia Oriental. Sin embargo, los príncipes del ducado de Lorena rechazaron esa reivindicación. Conrado luego se trasladó al norte, a Sajonia, visitando a las abadesas Adelaida I de Quedlinburg y Sofía I de Gandersheim, hijas del emperador Otón II. Ambas apoyaron a Conrado, lo que ayudó a reunir a la nobleza sajona detrás de él. Durante la Navidad en Minden, los nobles sajones, liderados por el duque Bernardo II, lo reconocieron oficialmente como soberano. Él, a su vez, había prometido respetar y honrar las antiguas costumbres y leyes sajonas. Conrado y Gisela permanecerían en Sajonia hasta marzo de 1025, cuando se trasladaron al ducado de Suabia, celebrando la Pascua en Augsburgo y luego se dirigieron al ducado de Baviera, pasando la fiesta de Pentecostés en Ratisbona. La pareja real finalmente visitó Zúrich, donde después de diez meses pusieron fin a su gira. Luego, Conrado entró en Borgoña para renovar el reclamo real de que, en 1016, el emperador Enrique II había obligado al rey de Borgoña Rodolfo III, sin hijos, a nombrarlo su heredero.
Conrado necesitaba abordar el antiguo «conflicto de Gandersheim», ya que había asumido el trono germano. La disputa, pendiente desde hacía décadas, se remontaba al reinado del emperador Otón III y versaba sobre quién controlaba la abadía de Gandersheim y sus propiedades. Tanto el arzobispo de Mainz como el obispo de Hildesheim reclamaban su autoridad sobre la abadía, incluido el derecho de investir y ungir a sus monjas. Aunque Otón III había aliviado las tensiones entre las partes en conflicto al declarar que ambos obispos tendrían derecho a ungir a la abadesa y a sus hermanas, el conflicto aún persistía. El arzobispo Aribo de Maguncia, nuevo Primado de Germania, contó con Conrado, que estaba en deuda con Aribo por su apoyo durante las elecciones reales. En enero de 1027, el rey convocó un sínodo en Frankfurt para poner fin a la disputa, pero no se pudo llegar a una conclusión. Convocó otro sínodo en septiembre de 1028, que también fracasó. Sólo un tercer sínodo en 1030 resolvió el conflicto cuando el obispo Gotardo de Hildesheim renunció a sus derechos a favor de Aribo.
Durante su gira real en Augsburgo, Conrado y su primo más joven, Conrado el Joven, entablaron una discusión que, aunque no del todo clara, estaba relacionada con las demandas del Conrado más joven sobre una compensación aún no pagada que Conrado II le había prometido por retirarse de la elección de 1024. La falta de conflicto entre ellos después de septiembre de 1027 sugiere que para entonces se habían reconciliado.

### Disturbios en Italia

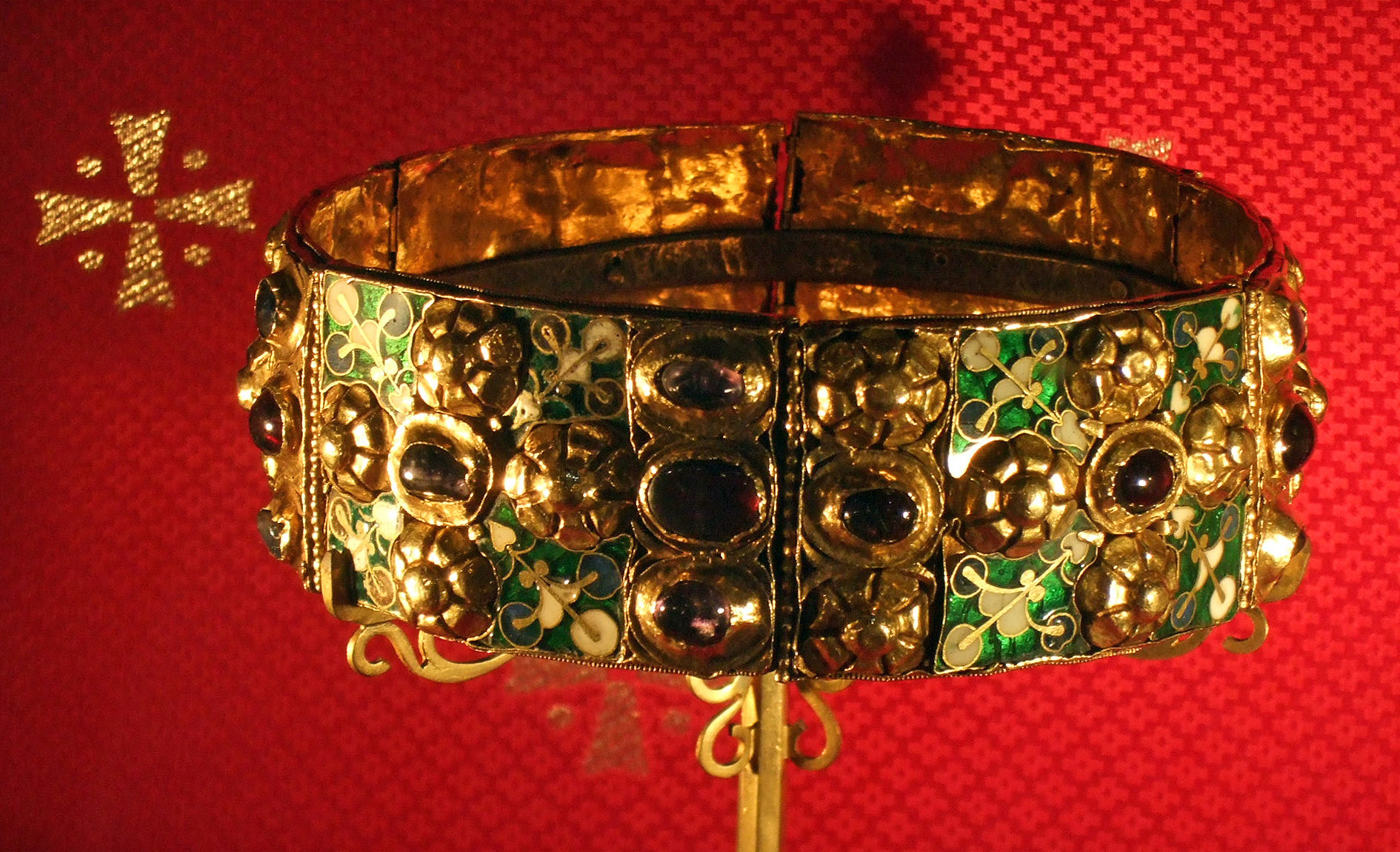
Tras su expedición a Italia a principios de 1026, Conrado II fue coronado con la corona de hierro de los lombardos como rey de Italia (Regnum Italicum)

En Baviera, Conrado entró en contacto por primera vez con miembros de la élite gobernante italiana. En junio de 1025, los obispos del norte de Italia, encabezados por el arzobispo Ariberto de Milán, cruzaron los Alpes para rendir homenaje a Conrado. A cambio de ciertos privilegios administrativos, Ariberto aceptó coronar rey a Conrado. Sin embargo, la situación en Italia se había vuelto cada vez más inestable tras la muerte de Enrique II. En medio de disturbios ocasionales, muchos nobles italianos exigieron la secesión del reino de Italia del Sacro Imperio Romano Germánico. Los nobles y comerciantes locales consideraban cada vez más la idea de que la protección franca ultramontana contra las amenazas sarracenas y bizantinas ya había quedado obsoleta. El trono italiano ahora se consideraba vacante y no era de Conrado como una cuestión de derecho. Las ciudades lombardas querían elegir un rey entre las filas de sus propios magnates y, cuando esa moción fracasó, intentaron invitar a un príncipe de Aquitania o de otros reinos franceses. Ofrecieron la corona italiana al rey capeto Roberto II de Francia y a su hijo Hugo Magnus. Después de que la oferta fuera rechazada, se acercaron al duque Guillermo V de Aquitania, quien, inicialmente intrigado por la oferta, también la rechazó.
Cuando se difundió la noticia de la muerte de Enrique, los ciudadanos de Pavía se rebelaron y destruyeron el palacio imperial local del rey ostrogodo Teodorico el Grande, construido durante el siglo V. Aunque Pavía ya no era la sede de la administración imperial en Italia desde la dinastía otoniana, el palacio era todavía percibido como un símbolo de la autoridad imperial en Italia y su mera presencia dentro de las murallas de la ciudad se consideraba intolerable. Pavía se había convertido, gracias a su posición estratégica en las rutas comerciales de Italia a Borgoña y Francia, en un importante centro comercial. Los comerciantes y nobles locales exigieron la mayor autonomía posible del control imperial. Schutz señala que a Pavía no le gustaba la carga financiera que tenían que soportar cada vez que los monarcas llegaban a la ciudadela. Sin embargo, los obispos protestaron contra el movimiento separatista, ya que pensaban que les iría mejor bajo la protección imperial que bajo los príncipes locales.
A raíz de la misión eclesiástica, un grupo de nobles de Pavía viajó al norte para encontrarse con Conrado y pedir su separación del Imperio. Los emisarios justificaron las acciones de sus conciudadanos afirmando que Pavía siempre había sido leal al rey italiano, mientras el rey estaba vivo y presente, y que la revuelta había tenido lugar cuando el trono italiano estaba vacante. Conrado rechazó el argumento ya que, así como un barco seguía siendo devoto de su capitán después de su muerte, el Imperio seguía siendo propiedad imperial después de la muerte de un emperador. El reino de Italia, según Conrado, pertenecía al imperio por derecho legal. (En su Constitutio de feudis [Edicto sobre los beneficios del Reino de Italia] de 1038 determinaría su regulación de los contratos feudales en Italia.) Conrado también declaró que el palacio ostrogodo era propiedad del Imperio y que por lo tanto el rey tenía derecho a castigar a los responsables de su destrucción. La embajada de Pavía regresó a Italia en oposición al gobierno salio.
En febrero de 1026, Conrado reunió un gran ejército de caballeros armados para una expedición a Italia, incluidas tropas comandadas por los arzobispos Aribo de Maguncia y Pilgrim de Colonia. El ejército de Conrado avanzó hacia el sur y un contingente sitió Pavía y bloqueó todo el comercio en la zona, mientras continuaba su campaña. En marzo de 1026, Conrado llegó a Milán y fue coronado con la Corona de Hierro de los Lombardos por el arzobispo Ariberto de Milán como rey de los Lombardos. Desde Milán, Conrado viajó a Vercelli, donde celebró la Pascua con el anciano obispo León de Vercelli, que había sido uno de los principales consejeros del difunto emperador Otón III. Cuando León murió unos días después, el arzobispo Ariberto se convirtió en el principal partidario de la dinastía salia en Italia. Con la ayuda de Conrado, Ariberto ascendió al cargo religioso de más alto rango en Italia y supervisó la ampliación de la basílica de Sant'Ambrogio en Milán. En junio de 1026, Conrado condujo su ejército a Rávena, pero el acuartelamiento de sus soldados entre la población de Rávena provocó tensiones en la ciudad. Luego, Conrado marchó hacia el norte para mitigar el riesgo que el calor del verano pudiera representar para su ejército. En otoño, Conrado abandonó su campamento de verano en el valle del Po y marchó hacia la frontera con Borgoña. Luego, Conrado celebró la Navidad en Ivrea. Al final del invierno, los nobles italianos pusieron fin voluntariamente a su oposición al reinado de Conrado. Pavía, sin embargo, permaneció en rebelión hasta principios de 1027, cuando el abad Odilo de Cluny negoció un acuerdo de paz entre la ciudad y Conrado.

## Reinado como emperador

### Coronación imperial

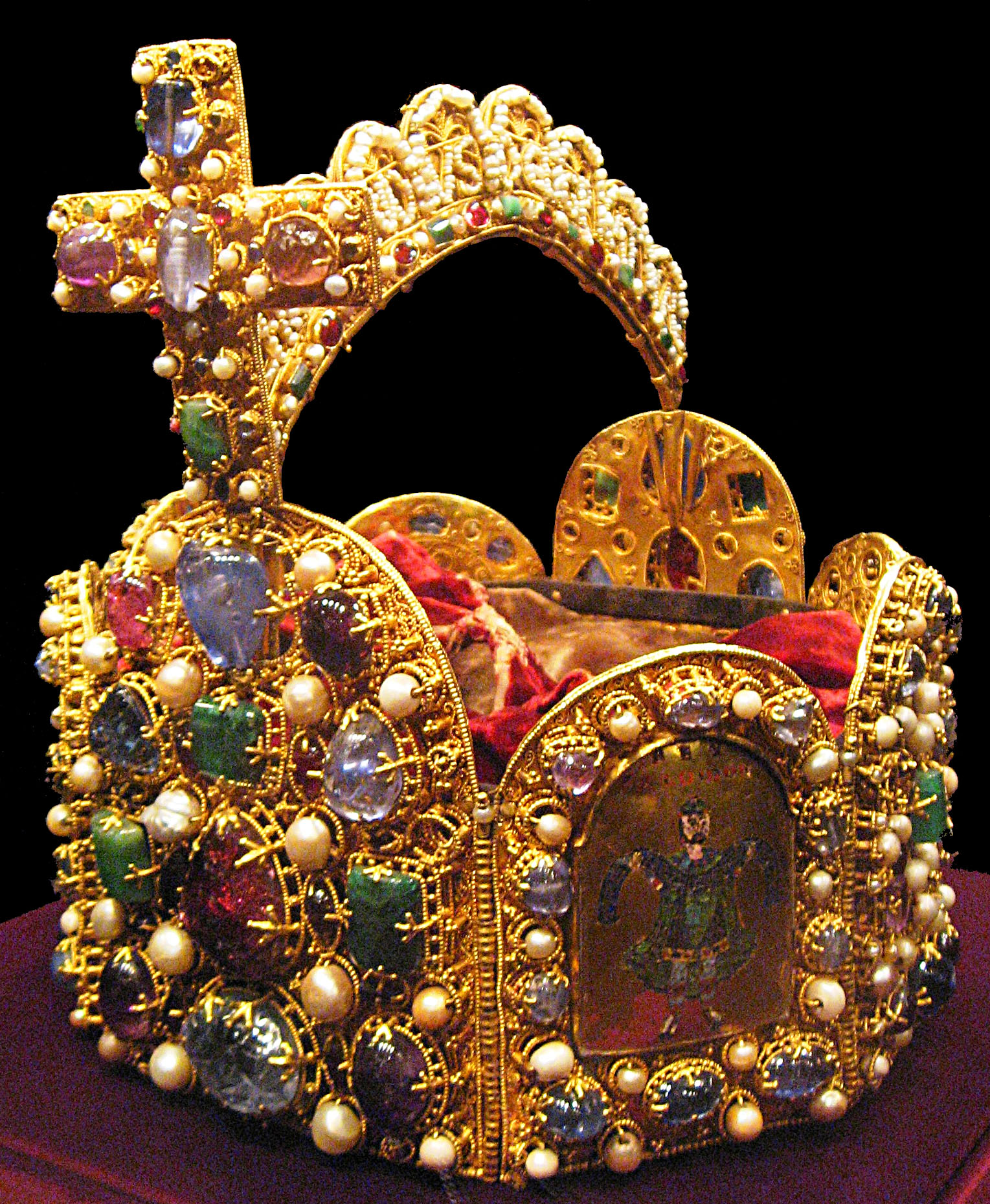
La Corona Imperial del Sacro Imperio Romano Germánico. Conrado fue coronado emperador el 26 de marzo de 1027 por el papa Juan XIX.

El Sacro Imperio al final del mandato de Conrado II

El 26 de marzo de 1027, el papa Juan XIX coronó a Conrado y a su esposa Gisela como emperador y emperatriz, respectivamente, en la antigua basílica de San Pedro de Roma. El evento duró siete días y contó con la presencia del hijo y heredero de Conrado, Enrique; con Canuto el Grande, rey de Inglaterra, Dinamarca y Noruega; con Rodolfo III de Borgoña y alrededor de 70 clérigos de alto rango, entre ellos los arzobispos de Colonia, Maguncia, Tréveris, Magdeburgo, Salzburgo, Milán y Rávena. La asistencia de Rodolfo de Borgoña sugiere unas relaciones sorprendentemente buenas entre Borgoña y el Sacro Imperio Romano Germánico. Durante las festividades se produjo una disputa de poder entre los arzobispos de Milán y Rávena que se resolvió a favor de Milán. Posteriormente, Conrado abandonó Roma y viajó al sur para recibir homenaje de los principados de Capua y Salerno, del sur de Italia, y del ducado de Benevento.
Después de su coronación, Conrado emitió decretos reorganizando los monasterios y diócesis de Italia, con el objetivo explícito de poner al Patriarcado de Venecia bajo control imperial (ver el Cisma de los Tres Capítulos). El 6 de abril de 1027, en un sínodo celebrado en la basílica de Letrán con el papa Juan XIX, el emperador abordó la cuestión declarando el Patriarcado de Aquileia superior al Patriarcado de Grado, aliado del Imperio bizantino. El aquileano Poppo de Treffen había sido un partidario leal del emperador Enrique II, quien lo había nombrado patriarca en 1020. La acción de Conrado colocó al patriarcado de Grado bajo la autoridad de Poppo, asegurando la lealtad de Poppo al convertirlo en el máximo funcionario del emperador en el norte de Italia. El sínodo también limitó la autonomía política de Venecia. Al hacerlo, Conrado rompió con las políticas de sus predecesores y revocó el estatus comercial privilegiado de Venecia.
En mayo de 1027, Conrado regresó a Germania para asistir al funeral del Enrique V, duque de Baviera en Regensburg (Ratisbona). Conrado hizo valer su derecho a nombrar al nuevo duque de Baviera y tomó la decisión sin precedentes de elegir a su propio hijo Enrique, de 10 años, ignorando a varios candidatos adecuados que tenían derechos válidos sobre el feudo.
El joven príncipe asumió el gobierno bávaro el 24 de junio de 1027. Tras el nombramiento de Enrique, Conrado celebró la corte en Ratisbona y decretó que todas las propiedades imperiales en el ducado debían estar documentadas. Esto exigía que los distintos condes y obispos informaran sobre todas las propiedades imperiales en sus dominios, castillos y abadías. Incluso la emperatriz viuda Cunegunda de Luxemburgo tuvo que informar a Conrado, quien incluso afirmó que el wittum —en latín: vidualitium, término conocido en el derecho civil y eclesiástico medieval, que se refería a las medidas tomadas por el marido para garantizar a su esposa en caso de viudez— de Cunegunda (el dinero y las propiedades que había heredado de su difunto marido, el emperador Enrique II) le pertenecía. Estas dudosas pretensiones de propiedad y la excesiva promoción de la autoridad imperial sobre los asuntos ducales y clericales en toda Baviera provocaron, como era de esperar, nuevas tensiones entre él y la nobleza germana.

### Levantamiento en Suabia
En 1025, el duque Ernesto II de Suabia, segundo hijo de Gisela de Suabia de su segundo matrimonio, y por tanto, hijastro de Conrado, se rebeló contra su padrastro cuando este fue elegido rey de Germania. En 1026, Conrado había derrotado la resistencia y Ernesto se sometió a su gobierno. Gracias a la intervención de su madre, a Ernesto se le permitió acompañar a Conrado en su expedición a Italia en 1026. Durante esa expedición, continuó la rebelión encabezada por Conrado II de Carintia y el conde Guelfo II de Suabia. Conrado había nombrado al obispo Bruno de Augsburgo regente de Germania mientras marchaba hacia el sur, hacia Italia. Cuando Bruno fue derrotado por los rebeldes, Conrado envió a Ernesto de regreso a Germania en septiembre de 1026 para poner fin a la revuelta. Sin embargo, cuando Ernesto regresó, se unió a los rebeldes.
En 1027, Conrado regresó a Germania después de su coronación imperial y celebró la corte en Augsburgo, pidiendo a los rebeldes que se rindieran. Ernesto, confiando en el número y la fidelidad de sus vasallos, rechazó la oferta de paz y apeló a sus condes de Suabia para que se unieran a él en la rebelión. Según Wipo de Borgoña, los condes se negaron, afirmando que si bien habían jurado lealtad a Ernesto, no se rebelarían contra su emperador. Sin el apoyo de los condes de Suabia, Ernesto, Conrado de Carintia y el conde Guelfo se rindieron a Conrado en Worms el 9 de septiembre de 1027, poniendo fin a la rebelión. Conrado despojó a Ernesto de su título ducal y lo encarceló en el castillo de Giebichenstein en Sajonia. Gisela apoyó a Conrado contra su hijo, pero no quería que Ernesto fuera completamente humillado. Gracias a su intervención, Conrado permitió que Ernesto conservara su título mientras estaba en prisión, actuando Gisela como regente del ducado.
En 1028, después de que Enrique III, el hijo de Conrado, fuera coronado en Aquisgrán como rey de Germania, Gisela intervino nuevamente en nombre de Ernesto. Conrado perdonó a Ernesto y lo liberó de prisión en 1028, pero conservando Gisela la regencia sobre Suabia. Ernesto sirvió como duque sólo de nombre. En la Pascua de 1030, Conrado se ofreció a devolverle a Ernesto todos sus poderes como duque de Suabia si tomaba medidas enérgicas contra los enemigos del emperador allí. La negativa de Ernesto, especialmente contra su amigo el conde Werner de Kyburg, provocó su caída final. Conrado despojó a su hijastro de su título, lo declaró enemigo público y lo excomulgó. Ni siquiera su madre Gisela acudió en su ayuda. Al cabo de unos meses, tanto Ernesto como Werner, que se habían retirado al castillo de Falkenstein, al sur de la moderna Schramberg, en la Selva Negra, murieron en una batalla contra un contingente del obispo de Constanza. La caída de Ernesto debilitó enormemente la soberanía de Suabia. Conrado nombró al hermano menor de Ernesto, Herman IV, como nuevo príncipe de Suabia. Como Herman apenas tenía quince años, se nombró al obispo de Constanza como su regente. Ocho años más tarde, en 1038, murió Herman y Conrado instaló a su propio hijo Enrique como duque, asegurando el control imperial sobre el ducado.

### Conflicto con Adalbero de Carintia

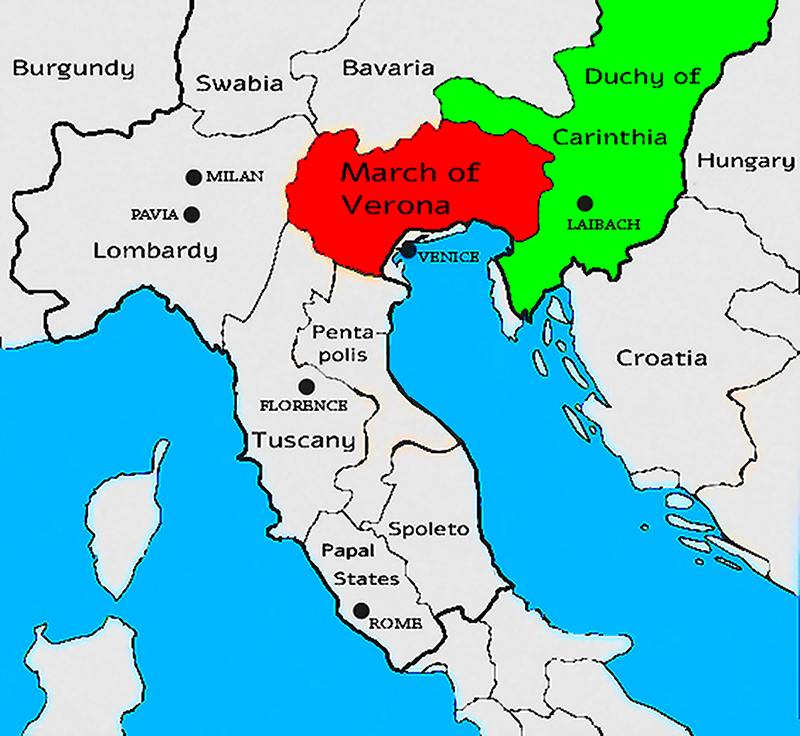
El emperador Conrado desaprobó el gobierno cada vez más indiscreto y casi independiente del duque Adalbero sobre sus propiedades Carintia y Verona, que comprometía la estabilidad en la encrucijada del imperio.

Conrado tuvo que hacer cumplir sus prerrogativas reales en el ducado de Carintia y el ducado de Suabia. El duque Adalbero de Carintia había sido nombrado duque en 1012 bajo el emperador Enrique II y permaneció leal a la autoridad imperial, apoyando la elección de Conrado como rey de Germania en 1024. En el sínodo celebrado en Frankfurt en septiembre de 1027 en el que Conrado intentaba resolver el conflicto de décadas del «Conflicto de Gandersheim», Adalbero acompañaba al emperador y actuaba como su portador de espada durante el procedimiento, lo que indica la confianza que tenía Conrado en él. Pero a partir de 1028, Adalbero gobernó su ducado como un estado independiente.
En particular, intentó mantener relaciones pacíficas con el rey Esteban I de Hungría. Bajo el emperador Enrique II, que era yerno de Esteban, las relaciones entre el Imperio y Hungría habían sido amistosas. Tras la muerte de Enrique en 1024, Conrado había adoptado una política más agresiva, lo que provocó incursiones fronterizas hacia el Imperio desde Hungría. Las incursiones afectaron particularmente al dominio de Adalbero en Carintia, que compartía una larga frontera oriental con Hungría.
Conrado convocó a Adalbero a la corte en Bamberg el 18 de mayo de 1035, para responder a una acusación de traición por sus acciones con respecto a Hungría. En presencia de los duques germanos, Conrado exigió que Adalbero fuera despojado de todos sus títulos y tierras. Los duques objetaron y exigieron que el hijo de Conrado, Enrique, co-rey de Germania y sucesor designado de Conrado, se uniera a la asamblea antes de que se tomara una decisión. Enrique se negó a deponer a Adalbero, citando un acuerdo anterior con Adelbero para ser su aliado en la negociación de un acuerdo entre él y su padre. Conrado recurrió a exhortaciones, súplicas y amenazas para convencer a Enrique de que apoyara la deposición de Adalbero. Al apoyo de Enrique pronto le siguió el de los demás duques. Conrado ordenó entonces que Adalbero fuera destituido como duque y lo condenó a él y a su hijo al exilio. Después de atacar a los aliados de Conrado en Carintia, Adalbero huyó a las propiedades de su madre en Ebersberg en el ducado de Baviera, donde permaneció hasta su muerte en 1039. La sede ducal de Carintia permaneció desocupada hasta el 2 de febrero de 1035, cuando Conrado nombró a su primo Conrado el Joven como nuevo duque. Con ese nombramiento, los tres ducados meridionalesgermanos, Suabia, Baviera y Carintia, quedaron bajo el control del emperador Conrado a través de miembros de su familia: su hijastro, Herman, en Suabia; su hijo, Enrique, en Baviera; y su primo Conrado, en Carintia.
El control de los ducados del sur permitió a Conrado continuar el proceso iniciado bajo la dinastía otoniana, centralizando la autoridad del emperador sobre el Imperio a expensas de los duques regionales. Sin embargo, Conrado rompió con la tradición otoniana y favoreció medios más estrictos para controlar a los vasallos rebeldes. Mientras que los otonianos siguieron una política de sumisión pública informal y de posterior reconciliación, Conrado utilizó los juicios por traición para declarar a los rebeldes como «enemigos públicos» para legitimar un trato severo posterior, como había hecho con Ernesto II de Suabia y con Adalbero. Los nobles vieron el uso de estos juicios por traición no como simples cambios de poder a favor del emperador, sino como una cruel violación de la tradición germana.

### Política hacia la Iglesia
Conrado continuó el sistema eclesiástico imperial de la dinastía otoniana, una política de utilizar a la Iglesia germana como vehículo para el control imperial. A partir de la década de 950, los otonianos habían favorecido a los funcionarios de la Iglesia frente a los nobles seculares para el nombramiento de los cargos más importantes del Imperio. Al afirmar que tenían «derecho divino» para gobernar el Imperio, los otonianos se consideraban cada vez más Fidei defensor (defensor de la fe, protectores de la Iglesia]]) y, por tanto, exigían lealtad de los funcionarios de la Iglesia. A cambio, concedieron amplias propiedades y autoridad secular a los diversos obispados y abadías del Imperio, lo que les otorgaba inmunidad frente a la jurisdicción de los nobles seculares. Como tal, los funcionarios de la Iglesia dependían exclusivamente del emperador, actuando como sus vasallos personales. Como vasallos del emperador, los funcionarios de la Iglesia estaban sujetos a la prestación de dos servicios: el servitium regis (servicio real) y el servitium militum (servicio militar). Bajo el servicio real, los obispos y abades debían brindar hospitalidad y alojamiento al emperador y a su corte cuando llegaran y también requería que los funcionarios de la Iglesia actuaran como cuasi burocracia para el Imperio. Durante el servicio militar, la Iglesia debía proporcionar soldados para el ejército del emperador o actuar como diplomáticos bajo sus órdenes. Conrado continuó enérgicamente esta tradición.
En su biografía de Conrado, el cronista Wipo de Borgoña afirma que la promoción de la Iglesia tenía poco valor para el emperador. Conrado y los demás miembros de la dinastía salia tenían poco interés en la fundación de nuevos monasterios. A lo largo del gobierno de su dinastía centenaria, los salios sólo fundaron una, la abadía de Limburgo, que pasó de ser una fortaleza a un monasterio en 1025. En comparación, los otonianos habían fundado al menos ocho durante su reinado de cien años. Además, los otonianos participaron activamente en el establecimiento de los asuntos de la Iglesia, pero Conrado no estaba interesado en ello y solo convocó cinco sínodos durante su reinado y, por lo general, solo para restaurar la paz. Las decisiones de Conrado sobre la política de la Iglesia a menudo quedaban en manos de su esposa Gisela de Suabia. Cuando en 1031 murió el arzobispo Aribo de Maguncia, primado de Germania, Conrado consideró tanto al abad Bardo (c. 980-1051), de la abadía de Hersfeld como al renombrado teólogo Wazo de Lieja (980-1048), que entonces se desempeñaba como deán del capítulo catedralicio del obispo de Lieja. Aunque Conrado consideraba más favorable a Wazo para liderar la Iglesia germana como arzobispo y primado, Gisela lo convenció para que nombrara a Bardo (r. 1031-1051) en su lugar.

### Relaciones con Europa del Este

#### Relaciones con Polonia

##### Guerra con Miecislao II Lambert

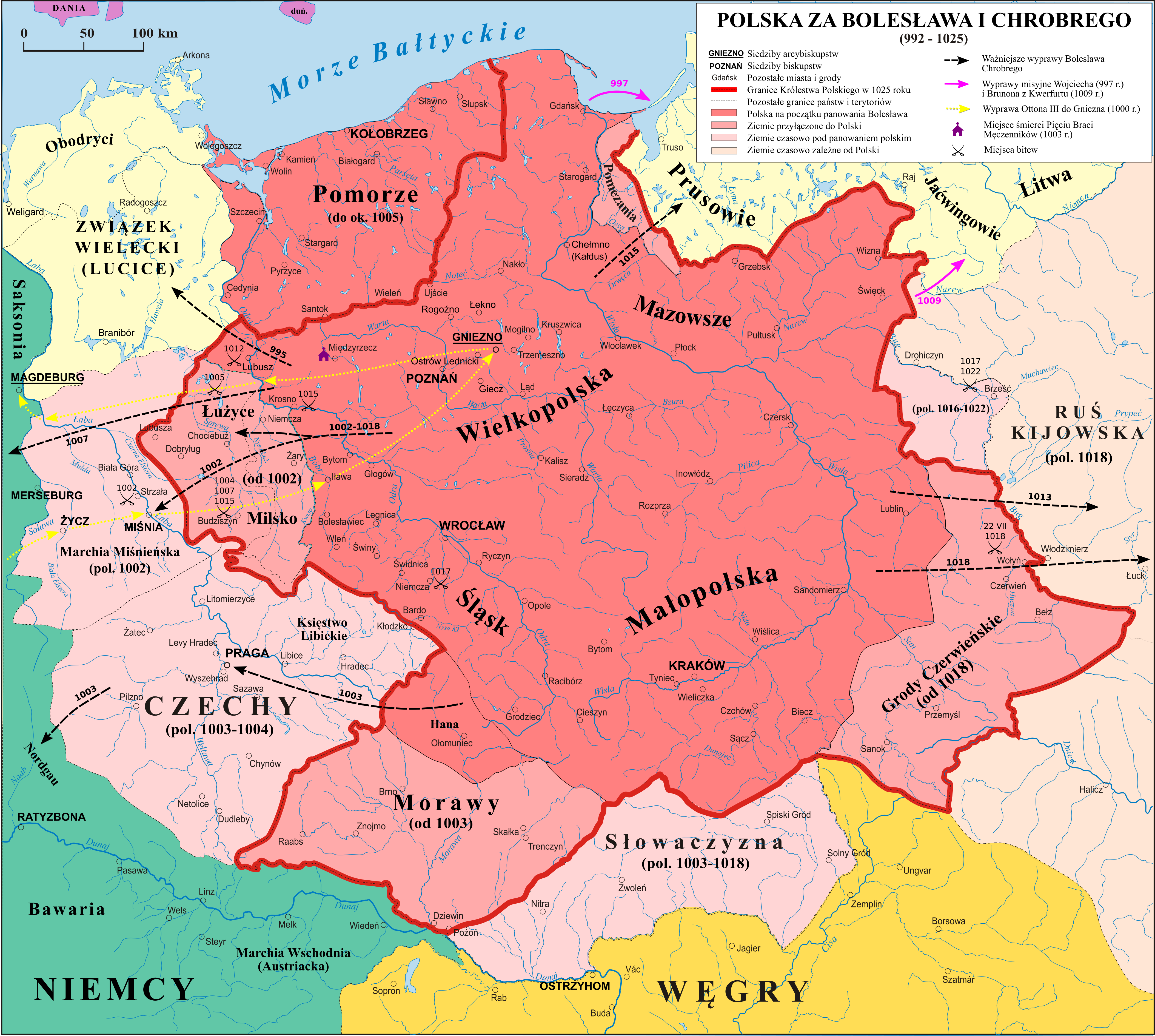
El Ducado de Polonia en su mayor extensión bajo Boleslao I y su hijo Miecislao II Lambert

El duque Boleslao I de Polonia (r. 992-1025) de la dinastía de los Piastas se enfrentó repetidamente con el emperador Enrique II durante las guerras germano-polacas de 1002 a 1018. En enero de 1018, Enrique II y Boleslao I firmaron el tratado de paz de Bautzen, que estableció la coexistencia permanente. del Imperio y Polonia cuando Boleslao reconoció a Enrique II como su señor feudal nominal. A cambio, Enrique II invistió generosamente a Boleslao con territorios en la frontera oriental del Imperio. Para reforzar sus vínculos dinásticos con la nobleza germana, Boleslao, viudo, se casó con Oda de Meissen, hija del margrave sajón Eckard I de Meissen. El Imperio y Polonia disfrutaron de paz durante el resto del reinado de Enrique. Sin embargo, Boleslao aprovechó la oportunidad que se le presentó tras la muerte de Enrique en 1024 y el posterior interregno para consolidar su propio poder, coronándose rey de Polonia en Pascua, el 25 de abril de 1025. Boleslao fue, por tanto, el primer rey polaco, ya que sus predecesores sólo habían ostentado el título ducal de la entidad política, entonces llamada Civitas Schinesghe, que hacía sólo unas décadas se había revelado al mundo y a la Santa Sede en Roma. Boleslao murió dos meses después de su coronación, probablemente debido a una enfermedad. Su hijo, Miecislao II Lambert (r. 1025-1031), le sucedió como rey, coronado en la Navidad de 1025. Al asumir el trono polaco, Miecislao expulsó a su medio hermano mayor Bezprym y a su hermano menor Otto Bolesławic. Otto se dirigió al oeste para buscar la protección de Conrado II.
Conrado consideró que la asunción del título de «rey» por parte de Miecislao era un acto de guerra y un desprecio de su autoridad imperial, pero antes de tratar con Miecislao tenía que abordar cuestiones internas. En 1026, Conrado II marchó hacia Italia para consolidar la autoridad imperial al sur de los Alpes y reclamar la corona imperial al papa. En su ausencia, el duque Ernesto II de Suabia, Conrado el Joven y el duque Federico II de Alta Lotaringia se rebelaron contra su autoridad. Los rebeldes buscaron el apoyo de Miecislao, que el rey polaco les concedió, prometiendo emprender acciones militares contra Conrado. Conrado regresó a Germania a mediados de 1027, poniendo fin a la rebelión antes de que Miecislao pudiera desplegar sus fuerzas. Mientras preparaba su propia invasión de Polonia, Conrado desarrolló una relación más estrecha con el rey Canuto de Inglaterra y Dinamarca (cuyo reino se encontraba más allá de la frontera norte del Imperio). Canuto había acompañado a Conrado en su coronación imperial en 1027, y Conrado le había concedido autoridad sobre la Marca de Schleswig, el puente terrestre entre Dinamarca y Germania.
Temiendo la posibilidad de un ataque conjunto germano-danés, en 1028 Miecislao tomó la iniciativa e invadió Lusacia en el Imperio oriental y ocupó los territorios de la federación luticia, donde se habían asentado las tribus de eslavos occidentales de los polabios y ya representaban la mayoría de la población desde el siglo X, tras siglos de inmigración constante. Los eslavos habían sido durante mucho tiempo el objetivo de las campañas militares imperiales, particularmente para el castigo y la subyugación de las tribus paganas. Los lugartenientes del emperador Otón I, Herman Billung y Gero, ya acosaron a los colonos eslavos a partir de la década de 940. Como parte de la Revuelta eslava de 983, los luticios se rebelaron contra el Imperio. En la guerra que siguió (983-995), los luticios lograron recuperar su independencia y obtuvieron el control de la marca Billunga y la marca del Norte del Imperio. Aunque el emperador Otón III se alió con el duque Boleslao I de Polonia para reintegrarlos al Imperio, la muerte de Otón III puso fin a la relación amistosa entre Polonia y el Imperio. En cambio, Boleslao compitió con el sucesor de Otón III, el emperador Enrique II, por el dominio sobre los luticios, lo que provocó que Enrique II aliara al Imperio con los luticios contra Polonia. Bajo la paz de Bautzen en 1018, los tres partidos permanecían en una paz incómoda, y a Polonia se le permitió retener el margraviato de Meissen. De las marcas orientales, el Imperio sólo conservó la marca de Lusacia. La invasión de Miecislao en 1028 puso fin a la paz. Los luticios enviaron embajadores para buscar la protección de Conrado contra Miecislao, que Conrado concedió y renovó la alianza germano-luticia.
Conrado, buscando aliviar la presión sobre los luticios, contrainvadió Polonia en 1029 y sitió Bautzen en el margraviato de Meissen. Sin embargo, ante una posible invasión de Hungría y el fracaso de los luticios para proporcionarle el contingente de tropas prometido, Conrado se retiró. En 1030, Polonia se aseguró una alianza con Hungría, invadiendo Esteban I Baviera mientras Miecislao invadía a su vez Sajonia. Conrado respondió aliándose con Yaroslav el Sabio, gran príncipe de Kiev, que capturó la Rutenia Roja, en la frontera oriental de Polonia. En 1031, Conrado concluyó un tratado de paz con Hungría cediendo las tierras entre los ríos Lajta y Fischa al control húngaro. Liberado de la amenaza de un ataque húngaro, el emperador pudo centrar su atención en Polonia. Marchando sobre Miecislao en el otoño de 1031, Conrado volvió a sitiar Bautzen. Miecislao fue aplastado por los invasores del Sacro Imperio y de Kiev y por la rebelión de su hermano exiliado Bezprym. Se rindió a Conrado en el otoño de 1031. El Tratado de Merseburgo dispuso que Miecislao devolviera el margraviato de Meissen y la marca de Lusacia al Imperio.

##### Tratado de Merseburg
Poco después de que Miecislao concluyera la paz con el Imperio, fue depuesto por Bezprym, que había estado exiliado en la Rus de Kiev desde 1025. Bezprym, con la aprobación de Conrado, había persuadido al Gran Príncipe de Kiev Yaroslav I el Sabio para que invadiera Polonia y le instalara a como soberano. Miecislao huyó a Bohemia, donde fue encarcelado y castrado por el duque Oldřich en represalia por un suceso acontecido treinta años antes: el cegamiento, ordenado por Boleslao, el padre de Miecislao, del duque Boleslao III, hermano de Oldřich. Poco después de tomar el poder, Bezprym envió las regalia polacas a Conrado, renunciando oficialmente al título de «rey» en favor del título tradicional de «duque» y aceptando el señorío del Imperio sobre Polonia. Las insignias reales fueron entregadas por la esposa de Miecislao II, Richeza de Lotaringia.
El reinado de Bezprym, sin embargo, fue breve. Su extrema crueldad hizo que su medio hermano Otto Bolesławic conspirara contra él. Los propios hombres de Bezprym lo asesinaron en la primavera de 1032, lo que creó un vacío de poder en Polonia. Conrado respondió celebrando una dieta en Merseburg en 1033 para abordar la situación. La esposa de Conrado, la emperatriz Gisela de Suabia, intercedió en favor de Miecislao y solicitó que lo liberaran de su prisión en Bohemia y le permitieran recuperar el trono polaco. Según los términos del Tratado de Merseburg, Conrado dividió Polonia entre Miecislao, Otto y Detric, otro medio hermano. A Miecislao se le permitió conservar el título de duque y la autoridad nominal sobre toda Polonia. Ahora que el Imperio tenía un líder central fuerte, el tratado aumentó significativamente la influencia del Imperio sobre Polonia.
La regulación duró poco, ya que en 1033 Otón fue asesinado por uno de sus propios hombres y Miecislao II se apoderó de sus dominios. Poco después, Miecislao expulsó a Detric y reunificó todo el país. Aunque Miecislao recuperó su territorio, la nobleza y sus propios súbditos todavía se oponían a él. Miecislao no aceptó la renuncia que había hecho Bezprym a la corona polaca y continuó llamándose rey. Miecislao II murió poco después, en 1034, y tras su muerte, estalló una reacción pagana en Polonia. Posteriormente, su esposa Richeza y su hijo Casimiro I huyeron al Imperio.

#### Bohemia
El ducado de Bohemia se había incorporado al Sacro Imperio Romano Germánico en 1004 durante las guerras germano-polacas, que duraron de 1002 a 1018. El emperador Enrique II instaló a Jaromír como duque de Bohemia y garantizó su protección contra la agresión polaca. Sin embargo, Jaromír gobernaba sólo un pequeño territorio, ya que Polonia había ocupado los tradicionales territorios checos de Moravia, Silesia, Pequeña Polonia y Lusacia. En 1012 Jaromír fue depuesto por su hermano Oldřich, quien asumió para sí el trono de Bohemia. Tras la reanudación de las hostilidades entre el Imperio y Polonia en 1028, Oldřich lanzó la ofensiva contra Polonia y reconquistó Moravia en 1029, lo que ayudó a estabilizar su ducado. La guerra terminó en 1031, cuando el rey polaco Miecislao II se rindió a Conrado. Durante la siguiente guerra civil, Miecislao se vio obligado a huir de Polonia a Bohemia, donde Oldřich lo encarceló y lo castró en venganza por la tortura que treinta años antes el padre de Mieszko, Boleslao I de Polonia, había infligió al duque Boleslao III, hermano de Oldřich.
Polonia no se estabilizó tras el exilio de Miecislao, lo que obligó a Conrado a convocar una asamblea en julio de 1033 para emitir el Tratado de Merseburg que devolvió a Miecislao al trono polaco. Conrado convocó a Oldřich a la asamblea, pero Oldřich se negó. Su ausencia provocó la ira del emperador; Conrado, ocupado en asegurar su sucesión al trono de Borgoña, le encargó a su hijo, el duque Enrique de Baviera, que castigara al recalcitrante bohemio. Con solo 17 años, la marcha de Enrique sobre Bohemia fue su primer mando militar independiente. La expedición fue un completo éxito, ya que Enrique depuso a Oldřich y devolvió a su hermano Jaromír al trono de Bohemia. El hijo de Oldřich, Bretislao I, fue nombrado conde de Moravia. El propio Oldřich fue encarcelado en Baviera, pero en 1034 fue indultado y se le permitió regresar a Bohemia. Oldřich depuso y cegó a Jaromír, reclamó el trono de Bohemia y exilió a su hijo Bretislao. Si bien se ha perdido el motivo del conflicto entre padre e hijo, se supone que Bretislao habría apoyado a Jaromír antes que a su padre. Sin embargo, Oldřich murió repentinamente el 9 de noviembre de 1034, lo que permitió a Bretislao regresar del exilio. Aunque a Jaromír le ofrecieron el trono, él lo rechazó en favor de su sobrino. Luego, Conrado II confirmó a Bretislao como nuevo duque de Bohemia.

#### Hungría

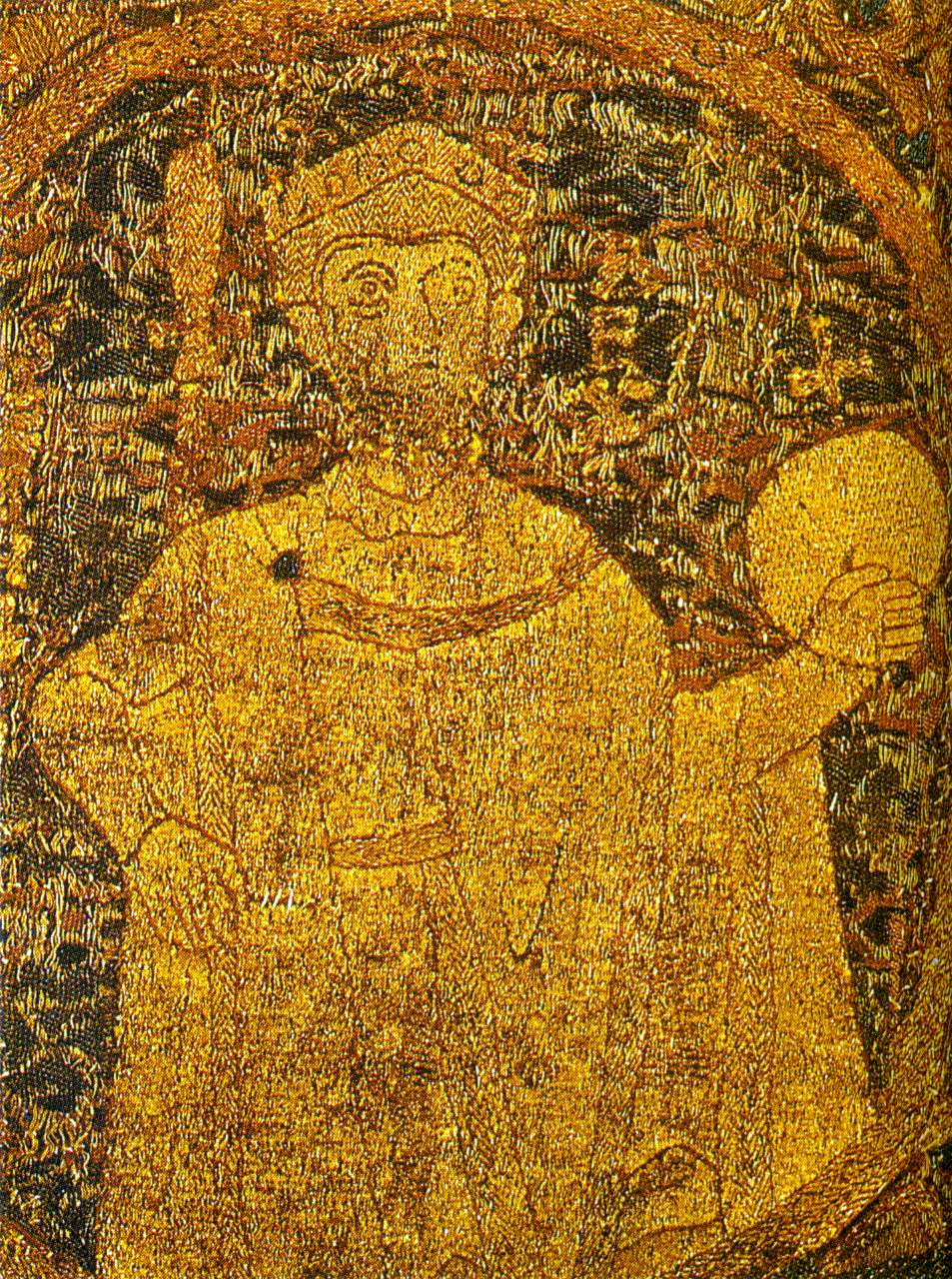
Stephen como se muestra en el manto de coronación

Con la aprobación del emperador Otón III, Esteban I de Hungría había sido coronado como el primer rey cristiano de Hungría el día de Navidad de 1000. El sucesor de Otón III, el emperador Enrique II, era yerno de Esteban al haberse casado con su hija Gisela, fomentando la relación amistosa entre el Imperio y Hungría. Sin embargo, bajo Conrado II, las relaciones rápidamente se volvieron hostiles cuando Conrado siguió una política más agresiva con respecto a Europa oriental. En 1026 Conrado II expulsó de Venecia al dogo Otón Orseolo —que en 1011 se había casado con Grimelda de Hungría, una hermana del rey Esteban I— y a su hijo Pedro Orseolo. Conrado también persuadió a los bávaros para que aceptaran a su propio hijo pequeño, Enrique, como su duque en 1027, aunque el hijo de Esteban, Emerico de Hungría, tenía un derecho legítimo sobre el ducado de Baviera a través de su madre.
El emperador Conrado planeó una alianza matrimonial con el Imperio bizantino y envió a uno de sus consejeros, el obispo Werner de Estrasburgo, a Constantinopla. El obispo se presentó como un peregrino, pero Esteban, que había sido informado de su verdadero propósito, se negó a permitirle entrar en Hungría en el otoño de 1027. El biógrafo de Conrado, Wipo de Borgoña registró que los bávaros incitaron escaramuzas a lo largo de la frontera común imperial-húngara en 1029, provocando un rápido deterioro de las relaciones entre ambos. En 1030, estalló un conflicto abierto. Conrado lanzó una invasión de Hungría, pero los húngaros utilizaron con éxito tácticas de tierra arrasada, quemando y destruyendo sus propios alimentos retirándose hacia el este del reino. Conrado debió partir para abordar el problema con su hijastro Ernesto II, el depuesto duque de Suabia, dejando los asuntos en Hungría a su hijo Enrique. Las tropas de Conrado II se adentraron en territorio húngaro y se vieron enfrentadas a serios problemas por la escasez de alimentos y provisiones. Los germanos tuvieron dificultades para atravesar los pantanos y estepas del oeste de Hungría, chocando cerca de la ciudad de Győr contra las tropas húngaras (según muchos historiadores) dirigidas por Emerico, hijo del rey Esteban. En la batalla de Győr la derrota era inminente y se vieron forzados a retirarse de inmediato, siendo perseguidos por los húngaros hasta Viena.
Enrique resolvió el conflicto en 1031 otorgando títulos sobre las tierras del este de Baviera entre los ríos Lajta y Fischa a la nobleza húngara. Hungría y el Imperio permanecieron en paz desde 1031 hasta el final del reinado de Enrique como emperador en 1040.

### Conquista de Borgoña
En 1016, el rey Rodolfo III de Borgoña, gobernante del Reino de Borgoña, se quedó sin heredero varón, por lo que Enrique II aprovechó la oportunidad y obligó a Rodolfo a nombrarlo sucesor. Enrique II era hijo de Gisela de Borgoña, hermana de Rodolfo, y por tanto su sobrino y pariente masculino vivo más cercano. Sin embargo, Enrique II falleció en 1024, antes que Rodolfo. Pronto, el sucesor de Enrique, Conrado II, afirmó haber adquirido los derechos de Enrique sobre la sucesión de Borgoña, que Rodolfo disputó. El conde Odón II de Blois, que tenía fuertes vínculos familiares con Rodolfo, también reclamaba la sucesión. Conrado II se reunió con Rodolfo III en agosto de 1027 cerca de Basilea para resolver la disputa. La esposa viuda de Enrique II, la emperatriz Cunegunda de Luxemburgo, medió entre las dos partes. Se llegó a un acuerdo que permitiría a Conrado II acceder al trono de Borgoña tras la muerte de Rodolfo en las mismas condiciones que lo habría hecho Enrique II. A cambio, a Rodolfo se le permitió conservar un gobierno independiente sobre su reino.
Rodolfo murió el 6 de septiembre de 1032, mientras Conrado estaba en campaña contra el duque Miecislao II de Polonia. Tras la rendición de Miecislao, Conrado marchó con su ejército a Borgoña durante el invierno de 1032/1033. El rival de Conrado por el trono de Borgoña, el conde Odón II de Blois, ya había invadido el reino para asegurarse su gobierno y controlaba grandes secciones de los territorios occidentales del reino. El 2 de febrero de 1033, Conrado llegó a Vaud, donde celebró una asamblea en la abadía de Payerne y fue coronado rey de Borgoña. Inicialmente, Conrado hizo pocos avances contra Odo y tuvo que retirarse a Zúrich en marzo. En 1033 y 1034, en dos campañas militares de verano de gran escala, Conrado derrotó a Odo. El 1 de agosto de 1034, Conrado incorporó oficialmente Borgoña al Sacro Imperio Romano Germánico en una ceremonia celebrada en la catedral de Ginebra.
Aunque Borgoña había quedado bajo control imperial total, al reino se le permitió un grado notable de autonomía. Conrado rara vez intervino en sus asuntos después de su coronación, regresando sólo en 1038 para anunciar que su hijo Enrique sería el futuro gobernante del reino. Fundamentalmente, la conquista de Borgoña aumentó la influencia y la dignidad del emperador en beneficio del Imperio. Una vez asegurada Borgoña, Conrado controlaba los pasos alpinos occidentales hacia Italia y podía bloquear fácilmente las invasiones extranjeras.

### Política

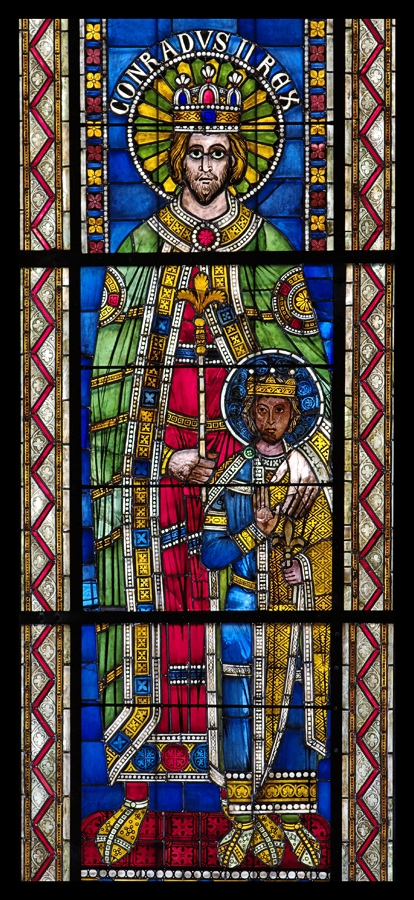
Conrado II, vidriera del de la catedral de Estrasburgo

Conrado confirmó formalmente las tradiciones jurídicas populares de Sajonia y emitió nuevas constituciones para Lombardía. En 1028, en Aquisgrán, hizo elegir y ungir a su hijo Enrique como rey de Germania. Enrique se casó con Gunhilda de Dinamarca, hija del rey Canuto el Grande de Inglaterra, Dinamarca y Noruega con Emma de Normandía. Este era un acuerdo que Conrado había hecho muchos años antes, cuando le cedió a Canuto partes del norte de Germania para que las administrara. Enrique, quien más tarde se convertiría en el emperador Enrique III, se convirtió en el principal consejero de su padre.
Cuando el rey Rodolfo III de Borgoña murió el 2 de febrero de 1032, Conrado reclamó la realeza sobre la base de una herencia que Enrique II había extorsionado a Rodolfo en 1006, después de que Enrique hubiera invadido Borgoña en 1016 para hacer cumplir su reclamación. A pesar de cierta oposición, los borgoñones y los nobles provenzales rindieron homenaje a Conrado en Zúrich en 1034. Este reino de Borgoña, más tarde conocido como reino de Arlés a partir del siglo XII, correspondía a la mayor parte del cuarto sureste de la moderna Francia e incluía la Suiza occidental, el Franco Condado y el Delfinado. No incluía el más pequeño ducado de Borgoña al norte, gobernado por una rama cadete del rey capeto de Francia. (La mayor parte del antiguo reino de Borgoña/Arlés se incorporó a Francia poco a poco durante los siglos siguientes, pero «rey de Borgoña» siguió siendo uno de los títulos subsidiarios del Sacro Emperador Romano hasta la disolución del Imperio en 1806.)
Conrado defendió los derechos de los valvassores (caballeros y burgueses de las ciudades) de Italia contra el arzobispo Aribert de Milán y los nobles locales. Los nobles, como señores vasallos, y el obispo habían conspirado para rescindir los derechos de los burgueses. Conrado restableció el orden con hábil diplomacia y suerte.

## Establecimiento de una dinastía y aseguramiento de la sucesión

### El ascenso y la promoción de Espira

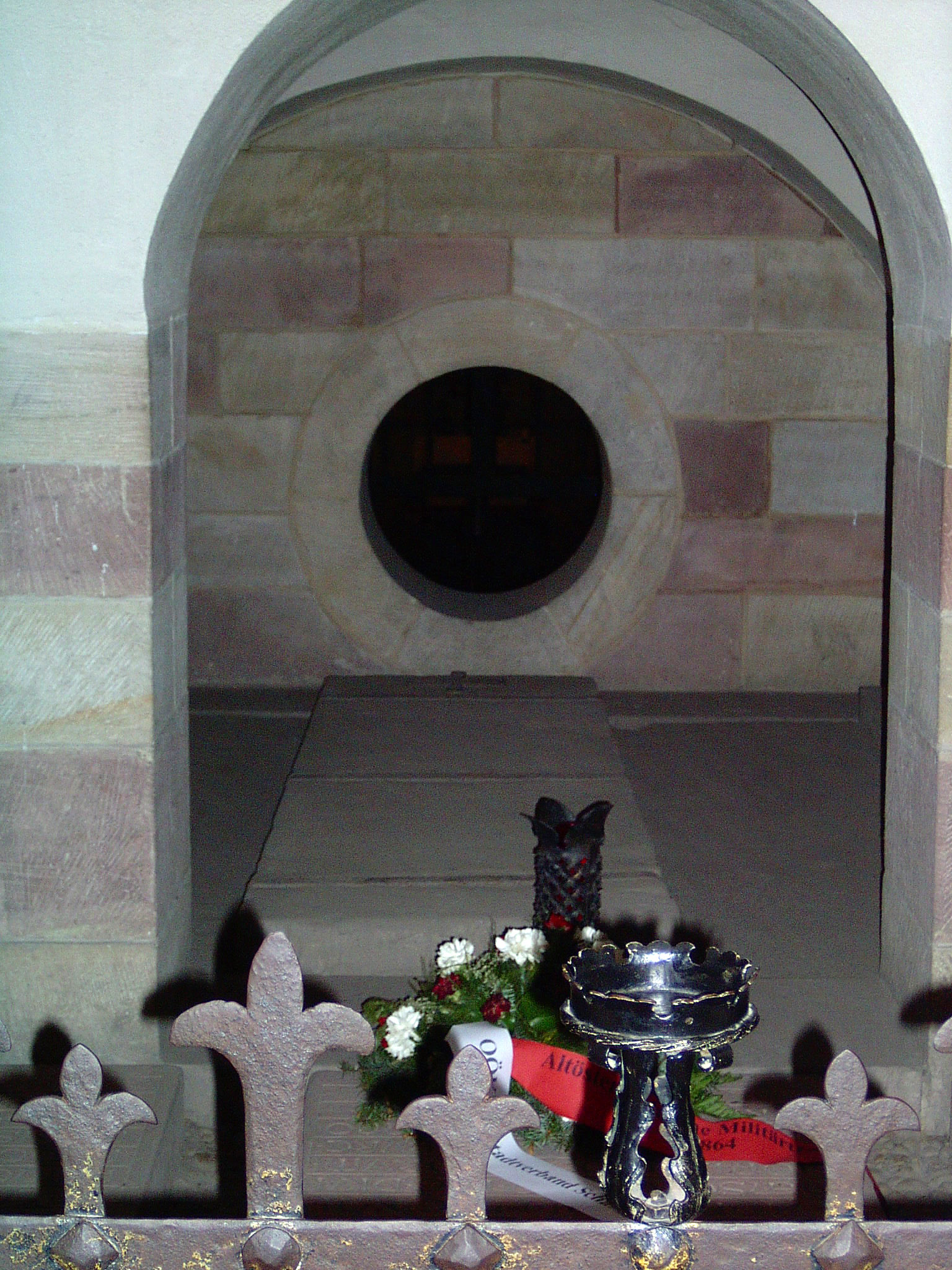
La tumba de Conrado II en la cripta de la catedral de Espira.

Espira (Speyer) era probablemente una diócesis bastante pobre en el cambio de milenio. No había desempeñado ningún papel especial ni bajo los carolingios ni bajo los otonianos. La zona de influencia de los salios en el Rin rodeaba y tocaba las altas iglesias de Maguncia (Mainz), Worms y Espira. Para Conrado, sin embargo, no había otra alternativa que Espira. Maguncia estaba firmemente en manos del arzobispo, y en Worms el obispo local intentó hacer retroceder la influencia salia. Una razón para apoyar a Espira podría ser el cuidado conmemorativo de los antepasados y descendientes. El sangriento acto del antepasado de su conde, Werner, contra el obispo de Espira, Einhard, en el año 913, todavía estaba presente en la diócesis de Espira. Posiblemente la razón decisiva para el apoyo de Espira radica en el patrocinio de María de la catedral. Santa María pasó a primer plano como mediadora y protectora de la realeza a principios del milenio. La catedral de Espira ofrecía las mejores condiciones para la construcción de una catedral real. Espira recibió un fuerte apoyo de Conrado II y se transformó de un pueblo de vacas (vaccina) a una ciudad (metrópolis). Pocos días después de su coronación, el 11 de septiembre de 1024, Conrado dio al cabildo de la catedral una bendición especial con la donación a Jöhlingen (DKII.4). Lo más probable es que la catedral de Espira fuera pensada desde el principio como lugar de enterramiento. La construcción probablemente comenzó en 1025. Sin embargo, sólo hay evidencia de que Conrado permaneció en Espira una vez; es posible que quisiera conservar los recursos de la catedral de Espira o que faltaba un complejo palatino espacioso para proporcionar alojamiento.
Las investigaciones arqueológicas y de historia del arte muestran que cuando Conrado murió en 1039, las instalaciones de la cripta estaban terminadas, se estaban construyendo partes del altar y de las torres angulares y se habían realizado los cimientos de la nave. A la muerte de Conrado, el complejo funerario era suficiente para albergar tres tumbas. Es posible que el lugar de enterramiento de Conrado revele signos de una comprensión transpersonal de la realeza, en la que el lugar de enterramiento estaba destinado a toda la familia gobernante. Pero sólo fue en el reinado de su hijo y sucesor Enrique III, cuando la catedral alcanzó una longitud total de 134 metros y, por tanto, se elevaba por encima de todo lo conocido en el cristianismo occidental.

### Enrique III, heredero al trono

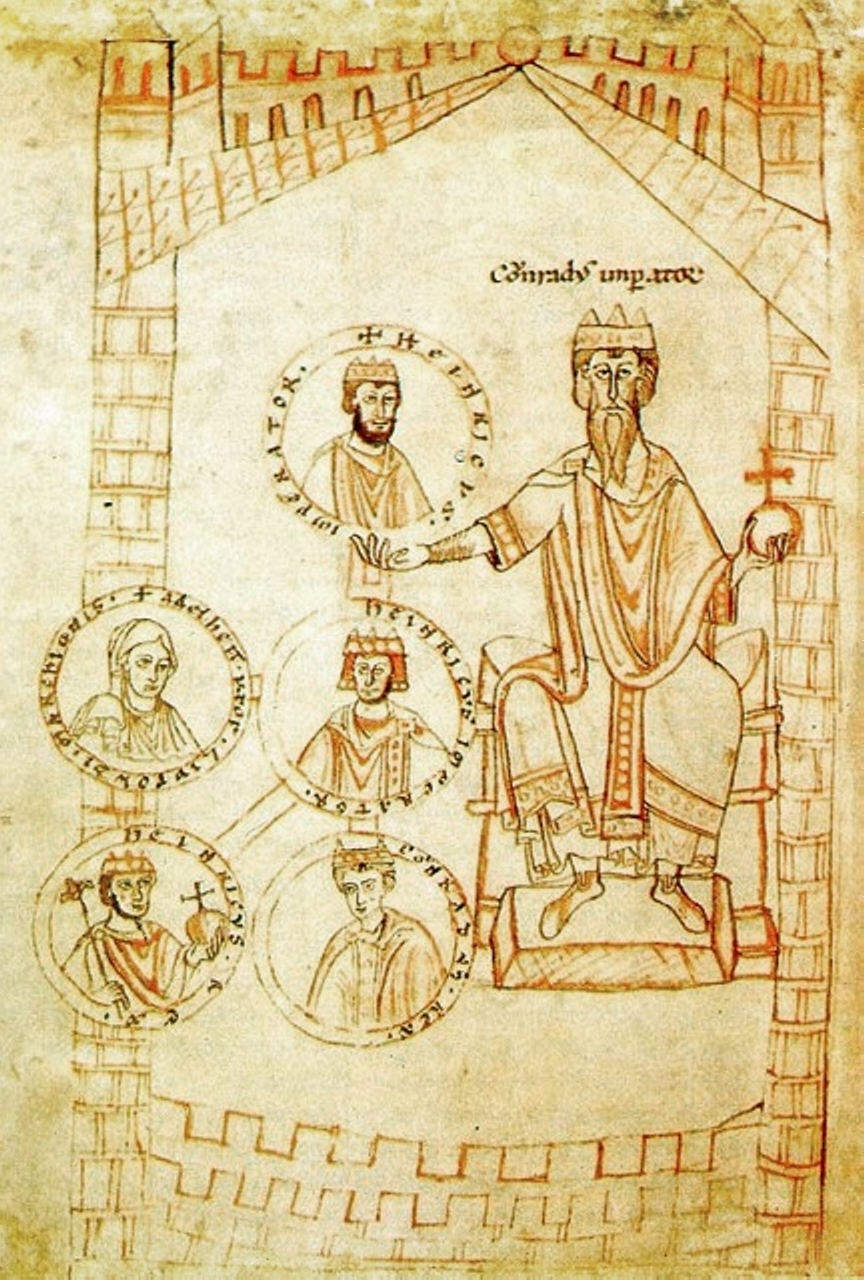
Conrado II está sentado en un trono rodeado de murallas. En su mano izquierda sostiene el orbe imperial, en su derecha un medallón con el busto de su hijo y sucesor Enrique III. Enrique IV se muestra a continuación y sus hijos a continuación: los hijos Conrado y Enrique V y la hija Agnes (aquí incorrectamente denominada Adelheid). Biblioteca Estatal de Berlín, Fundación del Patrimonio Cultural Prusiano, Cod. lat. 295, fol. 81v (alrededor de 1130)

Incluso antes de su primera expedición a Italia en febrero de 1026, Conrado tomó medidas para asegurar los asuntos dinásticos. En caso de su muerte, con el consentimiento de los príncipes, nombró sucesor a su hijo Enrique, de nueve años. Fue puesto al cuidado del obispo Bruno de Augsburgo. Bruno ejerció así la regencia durante la ausencia de Conrado. Desde febrero de 1028, Conrado habla de Enrique «como de su único hijo». En Pascua, el 14 de abril de 1028, Enrique fue coronado y ungido rey por el arzobispo Peregrino en Aquisgrán. En el verano de 1029, Conrado llevó a su hijo Enrique con él a otra gira por el imperio, demostrando el esplendor de la dinastía salia. Unos meses más tarde, el 23 de agosto, Conrado emitió un importante diploma (DK II. 29) para el monasterio de Gernrode. En este contexto, la primera bula imperial de Conrado muestra en el reverso la inscripción Enrique (Heinrich), a quien no se le llama rey, sino «Heinricus spes imperii» (Enrique, la esperanza del imperio). La bula sólo se puede verificar una vez el 23 de agosto para Gernrode, donde la liudolfina Adelaida gobernaba como abadesa. La segunda bula imperial, documentada por primera vez en 1033, muestra en el anverso las imágenes del emperador y del rey Enrique, ilustrando así visualmente el cogobierno. El reverso muestra una vista estilizada de Roma denominada «Aurea Roma» (Roma dorada) y la romanización hexamétrica rimada leonina «Roma caput mundi regit orbis frena rotundi» (“Roma, la cabeza del mundo, controla las riendas del globo”). A través de esta declaración, se intensificó aún más la conexión de los salios con Roma, que existía desde el siglo IX.
Debido a la coronación imperial, Conrado tuvo que aclarar su relación con Bizancio. Desde Carlomagno, había habido repetidos conflictos entre los dos grandes imperios debido al problema de los dos emperadores, que se basaba en el universalismo de la dignidad imperial. El objetivo de celebrar una unión matrimonial entre ambos era restablecer las buenas relaciones entre Oriente y Occidente. Después del regreso de Conrado en junio de 1027, se organizó una embajada ante Basilio Constantino VIII, encabezada por Werner de Estrasburgo, que partió en septiembre de 1027para conseguir el compromiso de la hija del emperador para su hijo Enrique. Sin embargo, las negociaciones no llevaron al resultado deseado. Ninguna de las tres princesas nacidas de la púrpura llegó a casarse con el heredero al trono, el futuro Enrique III. Durante las negociaciones murió Constantino VIII, quien antes de morir entregó a su hija Zoe, como esposa, al prefecto de la ciudad, Romanos Argyros. Conrado rechazó la sugerencia del nuevo Basileus de que una de sus hermanas se casara con Enrique. La embajada regresó sin éxito durante el año 1029, aunque si se logrado una mejora en las relaciones entre los dos imperios.
Tras el fracaso del proyecto matrimonial bizantino, Conrado buscó una conexión con la familia real anglosajona-danesa. A cambio de ese vínculo familiar con Conrado, les cedió Schleswig con la marca entre Eider y Schlei. En el día de la corte de Bamberg en 1035, el heredero al trono se comprometió con Gunhild, la hija de Canuto el Grande. La boda tuvo lugar en Nimega el día de Pentecostés (6 de junio de 1036) del año siguiente. El 29 de junio de 1036, Gunhild fue coronada y ungida por el arzobispo de Colonia. En Nimega, Conrado recibió más información del margrave Bonifacio de Canossa Tuszien sobre las condiciones italianas, que conducirían a la segunda campaña italiana.

### Segunda expedición italiana

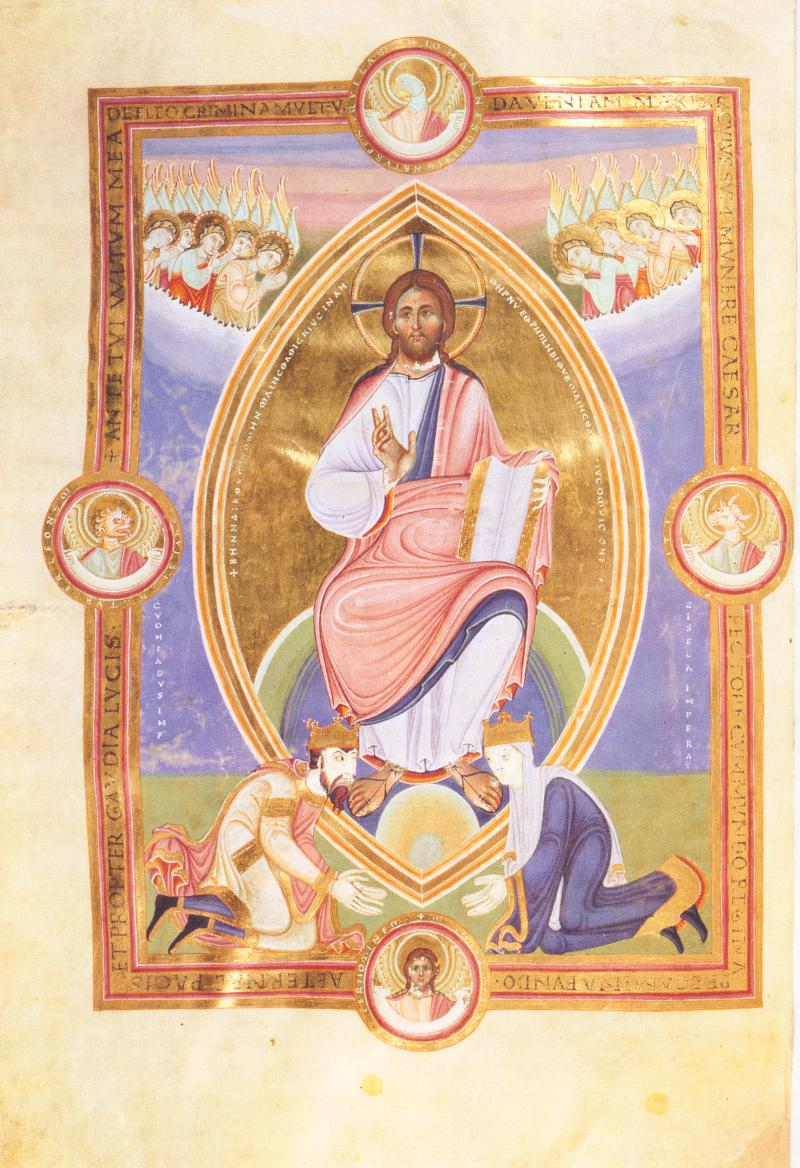
Conrado II y su esposa Gisela se arrodillan ante las Majestas Domini, ante la imagen de Cristo, que está rodeada por la mandorla, la esfera de la santidad, y piden perdón por sus pecados. La inscripción de la imagen se traduce como: «Ante tu rostro lloro mucho por mis pecados. Concédeme el perdón, tú por cuyo favor soy emperador. Con corazón puro yo, la Reina, pido los gozos de la paz y la luz eternas». Codex Aureus de El Escorial, c.1043/46. Madrid, Biblioteca del Real Monasterio de San Lorenzo de El Escorial, Cod. Vitr. 17, fol. 2v

El gobierno de Conrado II sobre Italia se basó en gran medida en una alianza de intereses con los obispos locales. Intentó poner al frente de las diócesis importantes a prelados alemanes y hombres en quienes confiaba. De este modo, los obispos contribuirían a la integración de los dos imperios. En la década de 1030, el gobierno de las ciudades episcopales se vio sometido a una presión cada vez mayor por parte de los más altos feudos de los obispos (capitanei), que dependían de numerosos vasallos subordinados, los valvassores (en latín: vassus vassorum, lit. 'vasallo de los vasallos'). Cuando los obispos resistieron este aumento de poder y confiscaron feudos a los valvassores, surgieron disturbios. En particular, las enérgicas medidas de Ariberto de Milán condujeron a un levantamiento masivo a finales de 1035 y principios de 1036. Los rebeldes recibieron apoyo de otros grupos de valvassores, por lo que el levantamiento se extendió.
Ambas partes esperaban que Conrado aclarara la situación. En diciembre de 1036, Conrado emprendió su segunda expedición a Italia. Celebró la Navidad en Verona, mientras la emperatriz la celebraba con su hijo y su nuera en Ratisbona. Conrado llegó a Milán vía Brescia y Cremona en enero o febrero. Aunque Conrado fue recibido ceremoniosamente en la catedral, poco después se difundió el rumor de que Conrado quería privar al arzobispo y a la ciudad de la diócesis dependiente de Lodi y dañar así los intereses de Milán. Conrado abandonó la ciudad y se retiró a Pavía, donde en la segunda quincena de marzo se celebró una jornada judicial. Durante el día de la corte, el conde milanés Otbertine presentó cargos contra el arzobispo Ariberto de Milán. Fue acusado de numerosas violaciones legales en la adquisición de bienes y títulos legales. Pero Ariberto declaró que no estaba dispuesto a hacer ningún compromiso, ni siquiera a la restitución de los bienes de la iglesia y que no aceptaría ninguna orden o solicitud al respecto. Luego fue arrestado por Conrado por violar su deber de lealtad como un gran traidor y fue entregado al patriarca Poppo de Aquileia y al duque Conrado de Carintia para que lo custodiaran. Al mismo tiempo, se emitió la orden imperial de devolver los bienes usurpados. Ariberto pudo escapar de la custodia poco después. En respuesta a esta fuga, Conrado hizo que lo destituyeran como arzobispo sin voto sinodal y nombró a un miembro de su corte como su sucesor. A Ariberto se le impuso la prohibición imperial. Los obispos de Vercelli, Cremona y Piacenza se unieron a Ariberto. Conrado los hizo arrestar, los juzgó como traidores y los envió sin juicio (sine iudico) al exilio. Al norte de los Alpes convocó a su hijo con tropas de refresco. Mientras tanto, Conrado fue a Rávena, donde, según se dice, del 10 al 17 de abril de 1037 celebró la Pascua. En Rávena otorgó privilegios para tres abadías ravenáticas y a un monasterio veneciano. Después del 7 de mayo, el ejército imperial cruzó el Po en Piacenza y avanzó hacia Milán para iniciar el asedio. Confiando en su gran número, los milaneses entablaron una batalla abierta que no tuvo ningún vencedor; ambas partes se retiraron.
Durante el asedio, Conrado implementó una ley feudal para privar al arzobispo rebelde de sus vasallos. El 28 de mayo de 1037 emitió a los valvassores el famoso documento que regulaba sus feudos (Constitutio de feudis). Por primera vez, ciertas cuestiones feudales quedaron aclaradas bajo la ley imperial. Debían frenarse las acciones arbitrarias de los grandes señores feudales, obispos, abades, abadesas, margraves, condes y otras grandes personas que poseían propiedades imperiales. Estos señores feudales (seniores) se enfrentaron a los dos grupos de capitanes (maiores vasvassores) y valvassores (eorum milites, minores vasvassores). Los beneficiarios de la ley eran los valvassores mayores y los valvassores menores. Se estipuló que ningún vasallo podría ser privado de su feudo sin un veredicto de sus iguales (pares). Los valvassores también recibieron el derecho de transmitir sus feudos a sus hijos o nietos. La intención directa del documento era lograr un acuerdo entre señores feudales y vasallos feudales. La ley inició un proceso social, al final del cual se formó la caballería integrada por capitanes y valvassores. 
Debido al calor del verano, Conrado tuvo que romper el asedio de Milán. El 29 de mayo celebró Pentecostés con su hijo y varios príncipes en una pequeña iglesia cerca de Corbetta. Conrado tampoco reanudó el asedio la primavera siguiente. En la primavera avanzó hacia el sur de Italia para hacer valer las pretensiones imperiales de soberanía. En Spello, cerca de Foligno, celebró la fiesta de Pascua con el papa Benedicto IX, que ocupaba el cargo desde 1032. Ariberto fue excomulgado en Spello.
En 1038, el príncipe Guaimario IV de Salerno pidió que Conrado fallara en una disputa sobre Capua con su príncipe Pandulfo, a quien Conrado había liberado de su prisión en 1024, inmediatamente después de su coronación. Pandulfo había hecho uso de la fuerza para ampliar sus dominios, lo que significó que sus vecinos seculares Nápoles, Gaeta y Benevento y especialmente los monjes de Montecassino sufrieran. Estas ambiciones requirieron la intervención de Conrado, sobre todo al enterarse de que Miguel IV el Paflagonio del Imperio bizantino había recibido la misma solicitud. En abril se trasladó de Spello a Capua pasando por Tróia y Montecasino antes, donde nombró a Richer, de Germania, abad ya que el abad Theobald había sido encarcelado por Pandulfo. En Tróia ordenó a Pandulfo que devolviera los bienes robados a la abadía de Montecasino. Pandulfo envió a su esposa e hijo a pedir la paz, ofreciendo 140 kg (300 libras) de oro y a dos de sus hijos como rehenes. El emperador aceptó la oferta de Pandulfo, pero los rehenes escaparon mientras Pandulfo se escondía en su castillo periférico de Sant'Agata de' Goti. Conrado sitió y conquistó Capua, donde a mediados de mayo celebró Pentecostés. Otorgó el Principado de Capua y el título de príncipe a Guaimario, quien también extendió su dominio sobre Amalfi, Gaeta y Sorrento. Conrado también incorporó a los normandos al estado subitaliano. A sugerencia de Guaimario, el líder y aventurero normando Rainulfo Drengot recibió el condado de Aversa, que anteriormente había estado subordinado al principado de Salerno. Esta fue la primera vez que el imperio reconocía el dominio normando, aunque solo fuera como un feudo posterior. La reorganización política de los principados lombardos condujo a la soberanía feudal del imperio sobre los principados de Benevento, Capua y Salerno. Pandulfo, mientras tanto, huyó a Constantinopla. Conrado dejó así el Mezzogiorno firmemente en manos de Guaimario y leal, por una vez, al Sacro Imperio Romano.
Conrado permaneció en Capua hasta finales de mayo y emprendió su marcha de regreso a lo largo de la costa del Adriático pasando por Benevento. En julio, una plaga azotó al ejército y mató a numerosos príncipes, así como a la reina Gunhild, esposa de Enrique III, y al duque Hermann IV de Suabia. Debido a las grandes pérdidas, Conrado decidió acelerar su regreso y abandonar Italia.

### Muerte y sucesión

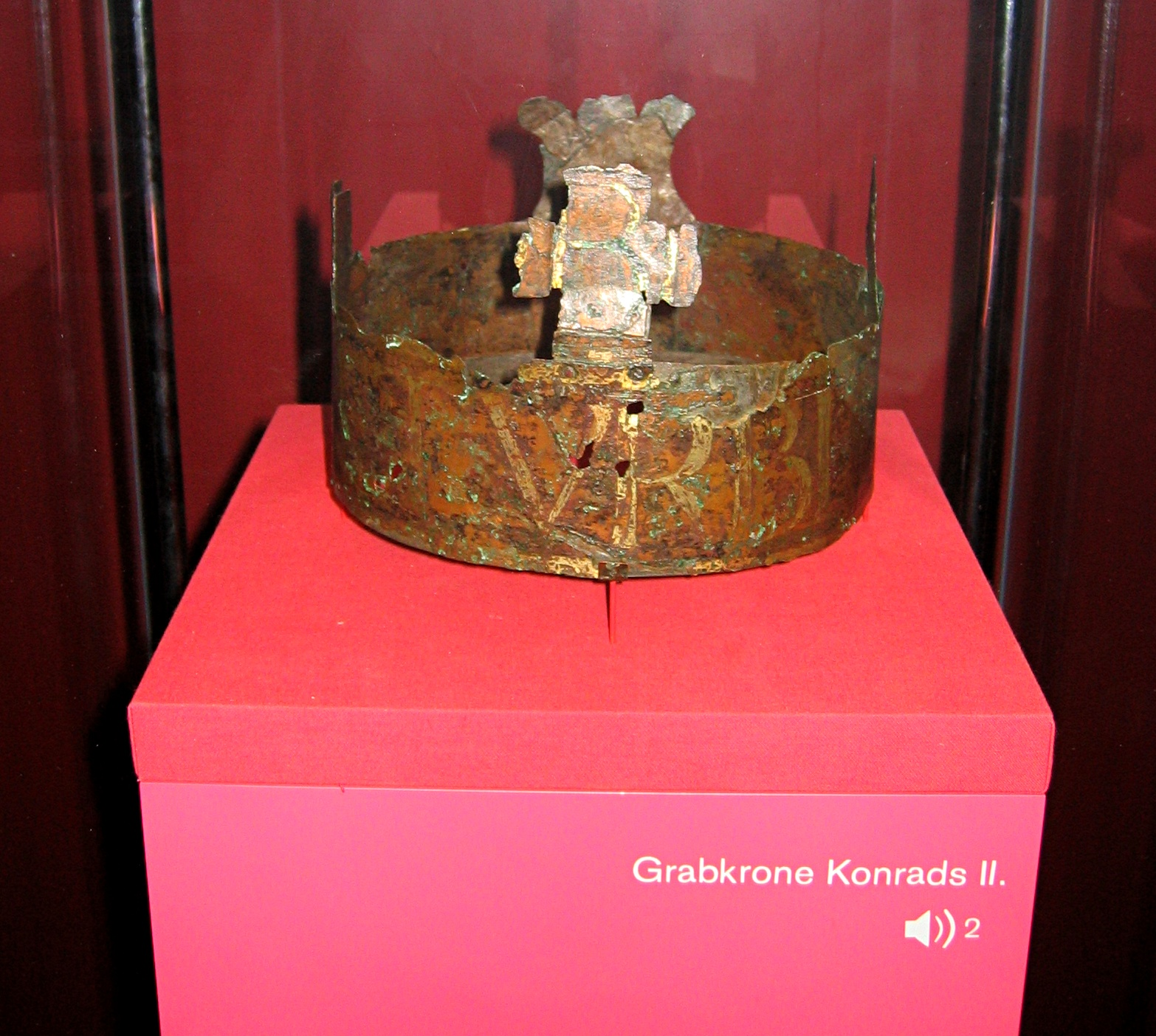
La tumba corona de Conrado II en el tesoro de la catedral de Espira. La corona de la tumba lleva la inscripción: «PACIS ARATOR ET VRBIS BENEFACTOR» [El sembrador de paz y benefactor de la ciudad (Roma)].

En el invierno de 1038/1039, Conrado estuvo ocupado con el mantenimiento de la paz y las medidas legales en el este de Sajonia. Celebró la Navidad en el Palatinado de Goslar. El 14 de enero de 1040, el heredero de Conrado II, Enrique, emitió una carta en la que anunciaba su designación oficial como Rex romanorum («rey de romanos»), elevando así efectivamente la tradicional realeza franca a autoridad imperial. Este era el único método para reclamar el cargo de emperador del Sacro Imperio Romano Germánico. Desde finales de febrero hasta finales de mayo de 1039, Conrado estuvo enfermo en Nimega. Los dos últimos documentos suyos (existentes) se emitieron allí. A finales de mayo se trasladó a la ciudad episcopal de Utrecht para celebrar la fiesta de Pentecostés el 3 de junio.
Su muerte se produjo repentina e inesperadamente, rodeado de su familia y de los obispos que lo acompañaban. Generalmente se cree que la gota (podagra) fue la causa de su muerte. Según una fuente milanesa de mediados del siglo XI, Conrado regresó de Italia con problemas en los pies y dolor en las articulaciones. Su cuerpo fue trasladado a la catedral de Utrecht, donse su corazón y sus entrañas fueron enterrados. Desde allí, el cuerpo eviscerado fue trasladado ceremoniosamente, probablemente en barco, por el Rin hasta su tierra natal. En varias ciudades episcopales del Rin, incluidas Colonia, Maguncia y Worms, los restos del difunto fueron llevados a las iglesias locales con la participación de la población. Un mes después de la muerte del gobernante, el cortejo fúnebre llegó a Espira el 3 de julio. El entierro tuvo en la catedral de Espira, una catedral que Conrado mismo había fundado y que todavía estaba en construcción por esa fecha y que también será el lugar de descanso de sus sucesores, siete miembros de la familia imperial salia. Durante una gran excavación en 1900, su sarcófago fue trasladado desde su lugar de descanso original frente al altar hasta la cripta, donde todavía es visible hoy.
Según el historiógrafo de la corte Wipo, se decía que el dolor por la muerte del emperador era profundo y general (tantas lamentationes universorum). Compuso una canción de luto para Conrado (cantilena lamentationum) y en ella relacionaba la muerte del gobernante con el fallecimiento de otros miembros de la familia. Sin embargo el autor desconocido de los Anales de Hildesheim informó de una reacción completamente diferente de la población ante la muerte de Conrado. El Analista notó la dureza y la insensibilidad del pueblo, sin que nadie se lamentase o llorase ante la muerte del emperador y cabeza del mundo entero (tocius orbis caput). A través de reflexiones edificantes sobre la inescrutabilidad de los decretos de Dios, la rápida fugacidad de una vida brillante como gobernante y la obtención de la salvación espiritual a través de la intercesión de la iglesia, utilizó su presentación para tener en cuenta la raza humana y su dureza e insensibilidad.
El aniversario de la muerte de Conrado se registró con más frecuencia que el de cualquier otro salio, con al menos 26 necrologías. El suyo fue conmemorado en forma litúrgica en Fulda, Prüm, Maguncia, Salzburgo, Freising, Bamberg, Bremen, Paderborn y Montecassino, entre otros. El 21 de mayo de 1040, Enrique III. una base importante para la salvación espiritual de su padre desde la catedral de Utrecht. Su esposa Gisela murió casi cuatro años después en Goslar y su hijo la hizo llevar a Espira.
La transición de gobierno del primero al segundo gobernante salio se desarrolló sin problemas y fue el único cambio de trono seguro en la historia otoniana-salia. Conrado preparó adecuadamente a Enrique III para sus futuras tareas como heredero al trono mediante la designación y elevación a duque de Baviera, la coronación real en Aquisgrán, la transferencia del ducado de Suabia y la adquisición de Borgoña. Como rey ya consagrado, pudo adquirir experiencia en el gobierno desde el principio. En 1031 firmó de forma independiente una paz con los húngaros y dos años más tarde dirigió una exitosa operación militar contra Udalric de Bohemia. Enrique continuó el gobierno de Conrado II de la manera prescrita y aseguró un aumento sin precedentes de la realeza.
Una biografía contemporánea de Conrado II, escrita en forma de crónica, Gesta Chuonradi II imperatoris, fue redactada por su capellán Wipo de Borgoña y presentada a Enrique III en 1046, poco después de su coronación.

## Valoración

### Juicios de la historiografía medieval
El historiógrafo y capellán de la corte Wipo comenzó su Gesta Chuonradi II. imperatoris inmediatamente después de la muerte de Conrado y la dedicó a su hijo Enrique. En su Gesta, Wipo abordó los cuatro temas principales del inicio del gobierno, las campañas italianas, el drama del duque Ernesto de Suabia y la adquisición de Borgoña. Wipo destacó especialmente los orígenes carolingios de Gisela y, por tanto, pudo comparar a Conrado directamente con Carlomagno. Sin embargo, esta comparación también significaba legitimar de la mejor manera posible la realeza salia, ya que en la Edad Media Carlos era considerado un gobernante ideal, un modelo a seguir que cualquier rey debía emular. Para Wipo, ningún gobernante desde Carlos había sido más digno que Conrado. Por eso surgió el dicho sobre los estribos de Carlos colgados de las sillas de montar de Conrado («Conrado, por tanto, cabalga con los estribos de Carlos, el rey»). En su canto fúnebre llamó a Conrado jefe del mundo (caput mundi) y así expresó el derecho de hegemonía del rey. Wipo describe a Conrado como un poderoso señor de la guerra y un gran juez que parece poco preocupado por los asuntos espirituales. Informa detalladamente sobre las hazañas políticas de Conrado, pero no menciona temas eclesiásticos como la fundación del monasterio de Limburgo, el sínodo de Trebur o el conflicto de Gandersheim. Cuando el primer salio llegó al poder, Wipo percibió un punto de inflexión. El último liudolfino había dejado el imperio en un estado de paz y seguridad. Pero su muerte sin hijos aumentaba el peligro de conflictos y caos. Conrado había evitado ese peligro y ayudado al imperio a ganar una nueva reputación («rem publicam honestavit»). Conrado «hizo una ruptura saludable en el estado, concretamente en el Imperio Romano» y Enrique III dirigió la corte con medidas sensatas.
Wipo rara vez critica a Conrado. Sin embargo, esto no se aplica en materia eclesiástica: Conrado era simonista (cap. 8), dio una abadía imperial a un laico (cap. 11) y castigó a los obispos sin previo juicio divino (cap. 35). Conrado no tenía estudios superiores ni conocimientos de litterae (letras).
El autor contemporáneo de la Crónica de Novalese consideraba a Conrado inexperto en todas las ciencias y una persona ignorante y torpe («per omnia litterarum inscius atque idiota»). Según el veredicto de Rodulfus Glaber, Conrado II era «fide non multum firmus»). Según Glaber, Conrado fue nombrado emperador con la ayuda del diablo por instigación suya.
En los círculos del papado reformista, Humbert von Silva Candida y Petrus Damiani criticaron indirectamente a Conrado. En su opinión, sólo Enrique III había declarado la guerra a la simonía, acusando indirecta pero claramente a Conrado II de este crimen. Los publicistas posteriores de la Querella de las investiduras perdieron interés en Conrado y casi sólo lo mencionaron como el padre de Enrique III por razones genealógicas.

### Conrado II en la investigación actual
Los historiadores del siglo XIX estaban interesados en un poder central monárquico fuerte y por eso buscaron las razones del tardío surgimiento del Estado nacional alemán. Los reyes y emperadores fueron vistos como los primeros representantes de un fuerte poder monárquico que también era anhelado en el presente. Sin embargo, durante la Edad Media los emperadores perdieron esa posición de poder. El papado y los príncipes fueron considerados responsables de ello. Para la historiografía alemana protestante y de mentalidad nacional, eran considerados «sepultureros del poder real alemán» (Totengräber der deutschen Königsmacht).
La comparación entre Enrique II y Conrado II fue un tema popular en la investigación medieval. Para la historiografía nacional-liberal del siglo XIX, al piadoso otoniano le siguió el enérgico y completamente aficionado salio. Para los historiadores de mentalidad nacionalista, era más probable que Conrado usara la espada que la pluma, no estaba contaminado por una educación latina excesiva y no permaneció a merced de las maquinaciones del clero. La supuesta falta de iglesia de Conrado fue vista como un signo de un gobierno poderoso. Harry Bresslau fue decisivo para este veredicto, el mejor experto en el tema. Según Bresslau, «El Imperio germano-romano, nunca antes y nunca después, tuvo un carácter tan completamente secular como en la década y media durante la cual la corona adornó la alta cabeza de Conrado II». Para él, Conrado era «el menos espiritual de todos los emperadores alemanes». La visión de la historia diseñada por Bresslau siguió siendo dominante durante mucho tiempo. Karl Hampe en particular contribuyó en su libro de 1932 Das Hochmittelalter [La Alta Edad Media] a su propagación. Según su opinión, Conrado, como «un laico de pleno derecho, con un puño hábil con la espada, una clarividencia sobria y un saludable sentido de la fuerza [...] pudo llevar su reinado a un poder significativo sobre las bases heredadas de su predecesor". Conrado fue «quizás el gobernante más cerrado y de carácter más fuerte de toda la Edad Media alemana». El historiador de la iglesia francesa Augustin Fliche fue mucho más allá. Para él, Conrado era un «souverain sans foi» (un gobernante sin fe).
Después de la Segunda Guerra Mundial, Theodor Schieffer revaluó la personalidad de Conrado y su política eclesiástica en un ensayo de 1951. Según Schieffer, la imagen de Conrado en la historia sufrió una revalorización que comenzó poco después de su muerte y sometió a duras críticas sus acciones de gobierno, aunque no habían sido objetadas durante su vida. Schieffer llamó la atención sobre la continuidad de la política en la transición de la dinastía otoniana a la salia y así aclaró la imagen del «doble repintado a lo largo de los siglos XI y XIX». Si bien la leyenda pronto se apoderó de Enrique II y lo glorificó como un santo, Conrado fue visto de manera mucho más crítica. Las ideas reformistas que entraron en vigor después de 1039 tuvieron un impacto en el reinado de Conrado; Enrique II, que estaba más lejano en el tiempo, ya no fue objeto de críticas. Según Schieffer, Conrado II construyó sobre los cimientos que habían puesto los otonianos y especialmente Enrique II, pero no se hizo ningún cambio de rumbo.
El historiador Hartmut Hoffmann (1993) retomó la cuestión de cómo evaluar la política eclesiástica de Conrado y en qué se diferenciaba de la de Enrique II. Para Hoffmann, la imagen «del 'no creyente' o, para decirlo más cautelosamente, del poco piadoso Conrado II, se remonta a la Gesta Chuonradi de Wipo». Hoffmann distinguió claramente al salio como un laico irreligioso, poco tocado por asuntos espirituales, como un rex idiota, del altamente educado y con mentalidad eclesiástica Enrique II. Conrado era, por tanto, una «figura contraria al sistema».
Franz-Reiner Erkens volvió a coincidir con la opinión de Schieffer en su biografía (1998). Para Erkens, el reinado de Conrado, al menos para su imperio alpino del norte, representó la calma, si no el clímax, de una monarquía consolidada y segura de carácter sacro. Esta situación fue provocada por la ausencia de una amenaza seria, el reinado relativamente corto de 15 años, un cambio apenas perceptible en la iglesia y la sociedad, y una personalidad con influencia.
En su biografía (2000), Herwig Wolfram describió a Conrado como un «político de pura cepa» cuyo rasgo de carácter más destacado era su pragmatismo. El interés particular de Wolfram reside en el campo de la «política»; las formas y oportunidades del gobernante para perseguir sus objetivos y resolver conflictos.
En su reseña, publicada varias veces, Egon Boshof (2008) evalúa el «fortalecimiento de la autoridad real internamente y la consolidación de la reputación del imperio externamente» como el gran logro del primer salio.

## Familia e hijos
Conrado se casó con Gisela de Suabia en 1016, hija del duque Herman II de Suabia. Tuvieron tres hijos:
- Enrique III[92] (1017-1056)
- Beatrix (ca.1020-1036)[14]
- Matilda (cs.1027-1034)[14]

| \| \| \| \| \| \| \| \| \| CONRADINOS \| CONRADINOS \| CONRADINOS \| CONRADINOS \| CONRADINOS \| CONRADINOS \| \| \| WIDONIDAS (?) \| WIDONIDAS (?) \| WIDONIDAS (?) \| WIDONIDAS (?) \| WIDONIDAS (?) \| WIDONIDAS (?) \| \| \| OTONIANOS \| OTONIANOS \| OTONIANOS \| OTONIANOS \| OTONIANOS \| OTONIANOS \| \| \| \| \| \| \| \| \| \| \| \| \| \| \| \| \| \| \| \| \| \| \| \| \| \| \| \| \| \| CONRADINOS \| CONRADINOS \| CONRADINOS \| CONRADINOS \| CONRADINOS \| CONRADINOS \| \| \| WIDONIDAS (?) \| WIDONIDAS (?) \| WIDONIDAS (?) \| WIDONIDAS (?) \| WIDONIDAS (?) \| WIDONIDAS (?) \| \| \| OTONIANOS \| OTONIANOS \| OTONIANOS \| OTONIANOS \| OTONIANOS \| OTONIANOS \| \| \| \| \| \| \| \| \| \| \| \| \| \| \| \| \| \| \| \| \| \| \| \| \| \| \| \| \| \| \| \| \| \| \| \| \| \| \| \| \| \| \| \| \| \| \| \| \| \| \| \| \| \| \| \| \| \| \| \| \| \| \| \| \| \| \| \| \| \| \| \| \| \| \| \| \| \| \| \| \| \| \| \| \| \| \| \| \| \| \| \| \| \| \| \| \| \| \| \| \| \| \| \| \| \| \| \| \| \| \| \| \| \| \| \| \| \| \| \| \| \| \| \| Conrado I Rey de Germania (r. 911-918) \| Conrado I Rey de Germania (r. 911-918) \| Conrado I Rey de Germania (r. 911-918) \| Conrado I Rey de Germania (r. 911-918) \| Conrado I Rey de Germania (r. 911-918) \| Conrado I Rey de Germania (r. 911-918) \| \| \| ¿hermana?) \| ¿hermana?) \| ¿hermana?) \| ¿hermana?) \| ¿hermana?) \| ¿hermana?) \| \| \| Werner C. en Nahegau, Speyergau, Wormsgau \| Werner C. en Nahegau, Speyergau, Wormsgau \| Werner C. en Nahegau, Speyergau, Wormsgau \| Werner C. en Nahegau, Speyergau, Wormsgau \| Werner C. en Nahegau, Speyergau, Wormsgau \| Werner C. en Nahegau, Speyergau, Wormsgau \| \| \| OTON I †973 Sacro Emperador (r. 962-973) \| OTON I †973 Sacro Emperador (r. 962-973) \| OTON I †973 Sacro Emperador (r. 962-973) \| OTON I †973 Sacro Emperador (r. 962-973) \| OTON I †973 Sacro Emperador (r. 962-973) \| OTON I †973 Sacro Emperador (r. 962-973) \| \| \| Edith de Inglaterra †946 \| Edith de Inglaterra †946 \| Edith de Inglaterra †946 \| Edith de Inglaterra †946 \| Edith de Inglaterra †946 \| Edith de Inglaterra †946 \| \| \| \| \| \| \| \| \| \| \| \| \| \| Conrado I Rey de Germania (r. 911-918) \| Conrado I Rey de Germania (r. 911-918) \| Conrado I Rey de Germania (r. 911-918) \| Conrado I Rey de Germania (r. 911-918) \| Conrado I Rey de Germania (r. 911-918) \| Conrado I Rey de Germania (r. 911-918) \| \| \| ¿hermana?) \| ¿hermana?) \| ¿hermana?) \| ¿hermana?) \| ¿hermana?) \| ¿hermana?) \| \| \| Werner C. en Nahegau, Speyergau, Wormsgau \| Werner C. en Nahegau, Speyergau, Wormsgau \| Werner C. en Nahegau, Speyergau, Wormsgau \| Werner C. en Nahegau, Speyergau, Wormsgau \| Werner C. en Nahegau, Speyergau, Wormsgau \| Werner C. en Nahegau, Speyergau, Wormsgau \| \| \| OTON I †973 Sacro Emperador (r. 962-973) \| OTON I †973 Sacro Emperador (r. 962-973) \| OTON I †973 Sacro Emperador (r. 962-973) \| OTON I †973 Sacro Emperador (r. 962-973) \| OTON I †973 Sacro Emperador (r. 962-973) \| OTON I †973 Sacro Emperador (r. 962-973) \| \| \| Edith de Inglaterra †946 \| Edith de Inglaterra †946 \| Edith de Inglaterra †946 \| Edith de Inglaterra †946 \| Edith de Inglaterra †946 \| Edith de Inglaterra †946 \| \| \| \| \| \| \| \| \| \| \| \| \| \| \| \| \| \| \| \| \| \| \| \| \| \| \| \| \| \| \| \| \| \| \| \| \| \| \| \| \| \| \| \| \| \| \| \| \| \| \| \| \| \| \| \| \| \| \| \| \| \| \| \| \| \| \| \| \| \| \| \| \| \| \| \| \| Conrado el Rojo (c. 922-955) D. de Lotaringia (r. 944/5-953/4) \| Conrado el Rojo (c. 922-955) D. de Lotaringia (r. 944/5-953/4) \| Conrado el Rojo (c. 922-955) D. de Lotaringia (r. 944/5-953/4) \| Conrado el Rojo (c. 922-955) D. de Lotaringia (r. 944/5-953/4) \| Conrado el Rojo (c. 922-955) D. de Lotaringia (r. 944/5-953/4) \| Conrado el Rojo (c. 922-955) D. de Lotaringia (r. 944/5-953/4) \| \| \| \| \| \| \| \| \| \| \| Luidgard (932-953) \| Luidgard (932-953) \| Luidgard (932-953) \| Luidgard (932-953) \| Luidgard (932-953) \| Luidgard (932-953) \| \| \| \| \| \| \| \| \| \| \| \| \| \| \| \| \| \| \| \| \| \| \| \| \| \| \| \| \| \| Conrado el Rojo (c. 922-955) D. de Lotaringia (r. 944/5-953/4) \| Conrado el Rojo (c. 922-955) D. de Lotaringia (r. 944/5-953/4) \| Conrado el Rojo (c. 922-955) D. de Lotaringia (r. 944/5-953/4) \| Conrado el Rojo (c. 922-955) D. de Lotaringia (r. 944/5-953/4) \| Conrado el Rojo (c. 922-955) D. de Lotaringia (r. 944/5-953/4) \| Conrado el Rojo (c. 922-955) D. de Lotaringia (r. 944/5-953/4) \| \| \| \| \| \| \| \| \| \| \| Luidgard (932-953) \| Luidgard (932-953) \| Luidgard (932-953) \| Luidgard (932-953) \| Luidgard (932-953) \| Luidgard (932-953) \| \| \| \| \| \| \| \| \| \| \| \| \| \| \| \| \| \| \| \| \| \| \| \| \| \| \| \| \| \| \| \| \| \| \| \| \| \| \| \| \| \| \| \| \| \| \| \| \| \| \| \| \| \| \| \| \| \| \| \| \| \| \| \| \| \| \| \| \| \| \| \| \| \| \| \| \| \| \| \| \| \| \| \| \| \| \| \| \| Otón de Worms †1004 D. de Carintia (r. 978-985,1002-1004) \| Otón de Worms †1004 D. de Carintia (r. 978-985,1002-1004) \| Otón de Worms †1004 D. de Carintia (r. 978-985,1002-1004) \| Otón de Worms †1004 D. de Carintia (r. 978-985,1002-1004) \| Otón de Worms †1004 D. de Carintia (r. 978-985,1002-1004) \| Otón de Worms †1004 D. de Carintia (r. 978-985,1002-1004) \| \| \| Judith †991 \| Judith †991 \| Judith †991 \| Judith †991 \| Judith †991 \| Judith †991 \| \| \| \| \| \| \| \| \| \| \| \| \| \| \| \| \| \| \| \| \| \| \| \| \| \| \| \| \| \| \| \| \| \| \| \| \| \| Otón de Worms †1004 D. de Carintia (r. 978-985,1002-1004) \| Otón de Worms †1004 D. de Carintia (r. 978-985,1002-1004) \| Otón de Worms †1004 D. de Carintia (r. 978-985,1002-1004) \| Otón de Worms †1004 D. de Carintia (r. 978-985,1002-1004) \| Otón de Worms †1004 D. de Carintia (r. 978-985,1002-1004) \| Otón de Worms †1004 D. de Carintia (r. 978-985,1002-1004) \| \| \| Judith †991 \| Judith †991 \| Judith †991 \| Judith †991 \| Judith †991 \| Judith †991 \| \| \| \| \| \| \| \| \| \| \| \| \| \| \| \| \| \| \| \| \| \| \| \| \| \| \| \| \| \| \| \| \| \| \| \| \| \| \| \| \| \| \| \| \| \| \| \| \| \| \| \| \| \| \| \| \| \| \| \| \| \| \| \| \| \| \| \| \| \| \| \| \| \| \| \| \| \| \| \| \| \| \| \| \| \| \| \| \| \| \| \| \| \| \| \| \| \| \| \| \| \| \| \| \| \| \| \| \| \| \| \| \| \| \| \| \| \| \| \| \| \| \| \| \| \| \| \| \| \| \| \| \| \| \| \| \| \| \| \| \| \| \| \| \| \| \| \| \| \| \| \| \| \| \| \| \| \| \| \| \| \| \| \| \| \| \| \| \| \| \| \| \| \| \| Adelaida de Metz †1039/1046 \| Adelaida de Metz †1039/1046 \| Adelaida de Metz †1039/1046 \| Adelaida de Metz †1039/1046 \| Adelaida de Metz †1039/1046 \| Adelaida de Metz †1039/1046 \| \| \| Enrique de Worms †990/991 (?) \| Enrique de Worms †990/991 (?) \| Enrique de Worms †990/991 (?) \| Enrique de Worms †990/991 (?) \| Enrique de Worms †990/991 (?) \| Enrique de Worms †990/991 (?) \| \| \| Papa Gregorio V (972-999) (r. 996-999) \| Papa Gregorio V (972-999) (r. 996-999) \| Papa Gregorio V (972-999) (r. 996-999) \| Papa Gregorio V (972-999) (r. 996-999) \| Papa Gregorio V (972-999) (r. 996-999) \| Papa Gregorio V (972-999) (r. 996-999) \| \| \| Matilda de Suabia †1031/32 \| Matilda de Suabia †1031/32 \| Matilda de Suabia †1031/32 \| Matilda de Suabia †1031/32 \| Matilda de Suabia †1031/32 \| Matilda de Suabia †1031/32 \| \| \| Conrado I (c. 975-1011)) D. de Carintia (r. 1004-1011) \| Conrado I (c. 975-1011)) D. de Carintia (r. 1004-1011) \| Conrado I (c. 975-1011)) D. de Carintia (r. 1004-1011) \| Conrado I (c. 975-1011)) D. de Carintia (r. 1004-1011) \| Conrado I (c. 975-1011)) D. de Carintia (r. 1004-1011) \| Conrado I (c. 975-1011)) D. de Carintia (r. 1004-1011) \| \| \| Guillermo (1028-1046/47) Obispo de Estrasburgo (r. 1028/29-1046/47) \| Guillermo (1028-1046/47) Obispo de Estrasburgo (r. 1028/29-1046/47) \| Guillermo (1028-1046/47) Obispo de Estrasburgo (r. 1028/29-1046/47) \| Guillermo (1028-1046/47) Obispo de Estrasburgo (r. 1028/29-1046/47) \| Guillermo (1028-1046/47) Obispo de Estrasburgo (r. 1028/29-1046/47) \| Guillermo (1028-1046/47) Obispo de Estrasburgo (r. 1028/29-1046/47) \| \| \| \| \| \| Adelaida de Metz †1039/1046 \| Adelaida de Metz †1039/1046 \| Adelaida de Metz †1039/1046 \| Adelaida de Metz †1039/1046 \| Adelaida de Metz †1039/1046 \| Adelaida de Metz †1039/1046 \| \| \| Enrique de Worms †990/991 (?) \| Enrique de Worms †990/991 (?) \| Enrique de Worms †990/991 (?) \| Enrique de Worms †990/991 (?) \| Enrique de Worms †990/991 (?) \| Enrique de Worms †990/991 (?) \| \| \| Papa Gregorio V (972-999) (r. 996-999) \| Papa Gregorio V (972-999) (r. 996-999) \| Papa Gregorio V (972-999) (r. 996-999) \| Papa Gregorio V (972-999) (r. 996-999) \| Papa Gregorio V (972-999) (r. 996-999) \| Papa Gregorio V (972-999) (r. 996-999) \| \| \| Matilda de Suabia †1031/32 \| Matilda de Suabia †1031/32 \| Matilda de Suabia †1031/32 \| Matilda de Suabia †1031/32 \| Matilda de Suabia †1031/32 \| Matilda de Suabia †1031/32 \| \| \| Conrado I (c. 975-1011)) D. de Carintia (r. 1004-1011) \| Conrado I (c. 975-1011)) D. de Carintia (r. 1004-1011) \| Conrado I (c. 975-1011)) D. de Carintia (r. 1004-1011) \| Conrado I (c. 975-1011)) D. de Carintia (r. 1004-1011) \| Conrado I (c. 975-1011)) D. de Carintia (r. 1004-1011) \| Conrado I (c. 975-1011)) D. de Carintia (r. 1004-1011) \| \| \| Guillermo (1028-1046/47) Obispo de Estrasburgo (r. 1028/29-1046/47) \| Guillermo (1028-1046/47) Obispo de Estrasburgo (r. 1028/29-1046/47) \| Guillermo (1028-1046/47) Obispo de Estrasburgo (r. 1028/29-1046/47) \| Guillermo (1028-1046/47) Obispo de Estrasburgo (r. 1028/29-1046/47) \| Guillermo (1028-1046/47) Obispo de Estrasburgo (r. 1028/29-1046/47) \| Guillermo (1028-1046/47) Obispo de Estrasburgo (r. 1028/29-1046/47) \| \| \| \| \| \| \| \| \| \| \| \| \| \| \| \| \| \| \| \| \| \| \| \| \| \| \| \| \| \| \| \| \| \| \| \| \| \| \| \| \| \| \| \| \| \| \| \| \| \| \| \| \| \| \| \| \| \| \| \| \| \| \| \| \| \| \| \| \| \| \| \| \| \| \| \| \| \| \| \| \| \| \| \| \| \| \| \| \| \| \| \| \| \| \| \| \| \| \| \| \| \| \| \| Gisela de Suabia (c.990-1043) \| Gisela de Suabia (c.990-1043) \| Gisela de Suabia (c.990-1043) \| Gisela de Suabia (c.990-1043) \| Gisela de Suabia (c.990-1043) \| Gisela de Suabia (c.990-1043) \| \| \| CONRADO II (990-1039) Sacro Emperador (r.1027-1039) \| CONRADO II (990-1039) Sacro Emperador (r.1027-1039) \| CONRADO II (990-1039) Sacro Emperador (r.1027-1039) \| CONRADO II (990-1039) Sacro Emperador (r.1027-1039) \| CONRADO II (990-1039) Sacro Emperador (r.1027-1039) \| CONRADO II (990-1039) Sacro Emperador (r.1027-1039) \| \| \| \| \| \| \| \| \| \| \| \| \| \| \| Conrado II (1002/05-1039) D. de Carintia (r. 1036-1039) \| Conrado II (1002/05-1039) D. de Carintia (r. 1036-1039) \| Conrado II (1002/05-1039) D. de Carintia (r. 1036-1039) \| Conrado II (1002/05-1039) D. de Carintia (r. 1036-1039) \| Conrado II (1002/05-1039) D. de Carintia (r. 1036-1039) \| Conrado II (1002/05-1039) D. de Carintia (r. 1036-1039) \| \| \| Bruno †1045 Ob. de Würzburg (r. 1034-1045) \| Bruno †1045 Ob. de Würzburg (r. 1034-1045) \| Bruno †1045 Ob. de Würzburg (r. 1034-1045) \| Bruno †1045 Ob. de Würzburg (r. 1034-1045) \| Bruno †1045 Ob. de Würzburg (r. 1034-1045) \| Bruno †1045 Ob. de Würzburg (r. 1034-1045) \| \| \| \| \| \| \| \| \| \| Gisela de Suabia (c.990-1043) \| Gisela de Suabia (c.990-1043) \| Gisela de Suabia (c.990-1043) \| Gisela de Suabia (c.990-1043) \| Gisela de Suabia (c.990-1043) \| Gisela de Suabia (c.990-1043) \| \| \| CONRADO II (990-1039) Sacro Emperador (r.1027-1039) \| CONRADO II (990-1039) Sacro Emperador (r.1027-1039) \| CONRADO II (990-1039) Sacro Emperador (r.1027-1039) \| CONRADO II (990-1039) Sacro Emperador (r.1027-1039) \| CONRADO II (990-1039) Sacro Emperador (r.1027-1039) \| CONRADO II (990-1039) Sacro Emperador (r.1027-1039) \| \| \| \| \| \| \| \| \| \| \| \| \| \| \| Conrado II (1002/05-1039) D. de Carintia (r. 1036-1039) \| Conrado II (1002/05-1039) D. de Carintia (r. 1036-1039) \| Conrado II (1002/05-1039) D. de Carintia (r. 1036-1039) \| Conrado II (1002/05-1039) D. de Carintia (r. 1036-1039) \| Conrado II (1002/05-1039) D. de Carintia (r. 1036-1039) \| Conrado II (1002/05-1039) D. de Carintia (r. 1036-1039) \| \| \| Bruno †1045 Ob. de Würzburg (r. 1034-1045) \| Bruno †1045 Ob. de Würzburg (r. 1034-1045) \| Bruno †1045 Ob. de Würzburg (r. 1034-1045) \| Bruno †1045 Ob. de Würzburg (r. 1034-1045) \| Bruno †1045 Ob. de Würzburg (r. 1034-1045) \| Bruno †1045 Ob. de Würzburg (r. 1034-1045) \| \| \| \| \| \| \| \| \| \| \| \| \| \| \| \| \| \| \| \| \| \| \| \| \| \| \| \| \| \| \| \| \| \| \| \| \| \| \| \| \| \| \| \| \| \| \| \| \| \| \| \| \| \| \| \| \| \| \| \| \| \| \| \| \| ENRIQUE III (1017-1056) Sacro Emperador (r.1046-1056) \| \| \| \| \| \| \| \| \| \| \| \| \| \| \| \| \| \| \| \| \| \| \| \| \| \| \| \| \| \| \| \| \| \| \| \| \| \| \| \| \| \| \| \| \| \| |                                        |                                        |                                        |                                                       |                                        |                             |                             |                                                     |                                                     |                                                     |                                                     |                                                                |                                                                |                                                                |                                                                |                                                                |                                                                |                                           |                                           |                                                           |                                                           |                                                           |                                                           |                                                           |                                                           |                                          |                                          |                                                         |                                                         |                                                         |                                                         |                                                         |                                                         |                          |                          |                                                        |                                                        |                                                        |                                                        |                                                        |                                                        |  |  |                                                                     |                                                                     |                                                                     |                                                                     |                                                                     |                                                                     |
| |                                        |                                        |                                        |                                                       |                                        |                             |                             | CONRADINOS                                          | CONRADINOS                                          | CONRADINOS                                          | CONRADINOS                                          | CONRADINOS                                                     | CONRADINOS                                                     |                                                                |                                                                | WIDONIDAS (?)                                                  | WIDONIDAS (?)                                                  | WIDONIDAS (?)                             | WIDONIDAS (?)                             | WIDONIDAS (?)                                             | WIDONIDAS (?)                                             |                                                           |                                                           | OTONIANOS                                                 | OTONIANOS                                                 | OTONIANOS                                | OTONIANOS                                | OTONIANOS                                               | OTONIANOS                                               |                                                         |                                                         |                                                         |                                                         |                          |                          |                                                        |                                                        |                                                        |                                                        |                                                        |                                                        |  |  |                                                                     |                                                                     |                                                                     |                                                                     |                                                                     |                                                                     |
| |                                        |                                        |                                        |                                                       |                                        |                             |                             | CONRADINOS                                          | CONRADINOS                                          | CONRADINOS                                          | CONRADINOS                                          | CONRADINOS                                                     | CONRADINOS                                                     |                                                                |                                                                | WIDONIDAS (?)                                                  | WIDONIDAS (?)                                                  | WIDONIDAS (?)                             | WIDONIDAS (?)                             | WIDONIDAS (?)                                             | WIDONIDAS (?)                                             |                                                           |                                                           | OTONIANOS                                                 | OTONIANOS                                                 | OTONIANOS                                | OTONIANOS                                | OTONIANOS                                               | OTONIANOS                                               |                                                         |                                                         |                                                         |                                                         |                          |                          |                                                        |                                                        |                                                        |                                                        |                                                        |                                                        |  |  |                                                                     |                                                                     |                                                                     |                                                                     |                                                                     |                                                                     |
| |                                        |                                        |                                        |                                                       |                                        |                             |                             |                                                     |                                                     |                                                     |                                                     |                                                                |                                                                |                                                                |                                                                |                                                                |                                                                |                                           |                                           |                                                           |                                                           |                                                           |                                                           |                                                           |                                                           |                                          |                                          |                                                         |                                                         |                                                         |                                                         |                                                         |                                                         |                          |                          |                                                        |                                                        |                                                        |                                                        |                                                        |                                                        |  |  |                                                                     |                                                                     |                                                                     |                                                                     |                                                                     |                                                                     |
| |                                        |                                        |                                        |                                                       |                                        |                             |                             |                                                     |                                                     |                                                     |                                                     |                                                                |                                                                |                                                                |                                                                |                                                                |                                                                |                                           |                                           |                                                           |                                                           |                                                           |                                                           |                                                           |                                                           |                                          |                                          |                                                         |                                                         |                                                         |                                                         |                                                         |                                                         |                          |                          |                                                        |                                                        |                                                        |                                                        |                                                        |                                                        |  |  |                                                                     |                                                                     |                                                                     |                                                                     |                                                                     |                                                                     |
| Conrado I Rey de Germania (r. 911-918) | Conrado I Rey de Germania (r. 911-918) | Conrado I Rey de Germania (r. 911-918) | Conrado I Rey de Germania (r. 911-918) | Conrado I Rey de Germania (r. 911-918)                | Conrado I Rey de Germania (r. 911-918) |                             |                             | ¿hermana?)                                          | ¿hermana?)                                          | ¿hermana?)                                          | ¿hermana?)                                          | ¿hermana?)                                                     | ¿hermana?)                                                     |                                                                |                                                                | Werner C. en Nahegau, Speyergau, Wormsgau                      | Werner C. en Nahegau, Speyergau, Wormsgau                      | Werner C. en Nahegau, Speyergau, Wormsgau | Werner C. en Nahegau, Speyergau, Wormsgau | Werner C. en Nahegau, Speyergau, Wormsgau                 | Werner C. en Nahegau, Speyergau, Wormsgau                 |                                                           |                                                           | OTON I †973 Sacro Emperador (r. 962-973)                  | OTON I †973 Sacro Emperador (r. 962-973)                  | OTON I †973 Sacro Emperador (r. 962-973) | OTON I †973 Sacro Emperador (r. 962-973) | OTON I †973 Sacro Emperador (r. 962-973)                | OTON I †973 Sacro Emperador (r. 962-973)                |                                                         |                                                         | Edith de Inglaterra †946                                | Edith de Inglaterra †946                                | Edith de Inglaterra †946 | Edith de Inglaterra †946 | Edith de Inglaterra †946                               | Edith de Inglaterra †946                               |                                                        |                                                        |                                                        |                                                        |  |  |                                                                     |                                                                     |                                                                     |                                                                     |                                                                     |                                                                     |
| Conrado I Rey de Germania (r. 911-918) | Conrado I Rey de Germania (r. 911-918) | Conrado I Rey de Germania (r. 911-918) | Conrado I Rey de Germania (r. 911-918) | Conrado I Rey de Germania (r. 911-918)                | Conrado I Rey de Germania (r. 911-918) |                             |                             | ¿hermana?)                                          | ¿hermana?)                                          | ¿hermana?)                                          | ¿hermana?)                                          | ¿hermana?)                                                     | ¿hermana?)                                                     |                                                                |                                                                | Werner C. en Nahegau, Speyergau, Wormsgau                      | Werner C. en Nahegau, Speyergau, Wormsgau                      | Werner C. en Nahegau, Speyergau, Wormsgau | Werner C. en Nahegau, Speyergau, Wormsgau | Werner C. en Nahegau, Speyergau, Wormsgau                 | Werner C. en Nahegau, Speyergau, Wormsgau                 |                                                           |                                                           | OTON I †973 Sacro Emperador (r. 962-973)                  | OTON I †973 Sacro Emperador (r. 962-973)                  | OTON I †973 Sacro Emperador (r. 962-973) | OTON I †973 Sacro Emperador (r. 962-973) | OTON I †973 Sacro Emperador (r. 962-973)                | OTON I †973 Sacro Emperador (r. 962-973)                |                                                         |                                                         | Edith de Inglaterra †946                                | Edith de Inglaterra †946                                | Edith de Inglaterra †946 | Edith de Inglaterra †946 | Edith de Inglaterra †946                               | Edith de Inglaterra †946                               |                                                        |                                                        |                                                        |                                                        |  |  |                                                                     |                                                                     |                                                                     |                                                                     |                                                                     |                                                                     |
| |                                        |                                        |                                        |                                                       |                                        |                             |                             |                                                     |                                                     |                                                     |                                                     |                                                                |                                                                |                                                                |                                                                |                                                                |                                                                |                                           |                                           |                                                           |                                                           |                                                           |                                                           |                                                           |                                                           |                                          |                                          |                                                         |                                                         |                                                         |                                                         |                                                         |                                                         |                          |                          |                                                        |                                                        |                                                        |                                                        |                                                        |                                                        |  |  |                                                                     |                                                                     |                                                                     |                                                                     |                                                                     |                                                                     |
| |                                        |                                        |                                        |                                                       |                                        |                             |                             |                                                     |                                                     |                                                     |                                                     | Conrado el Rojo (c. 922-955) D. de Lotaringia (r. 944/5-953/4) | Conrado el Rojo (c. 922-955) D. de Lotaringia (r. 944/5-953/4) | Conrado el Rojo (c. 922-955) D. de Lotaringia (r. 944/5-953/4) | Conrado el Rojo (c. 922-955) D. de Lotaringia (r. 944/5-953/4) | Conrado el Rojo (c. 922-955) D. de Lotaringia (r. 944/5-953/4) | Conrado el Rojo (c. 922-955) D. de Lotaringia (r. 944/5-953/4) |                                           |                                           |                                                           |                                                           |                                                           |                                                           |                                                           |                                                           |                                          |                                          | Luidgard (932-953)                                      | Luidgard (932-953)                                      | Luidgard (932-953)                                      | Luidgard (932-953)                                      | Luidgard (932-953)                                      | Luidgard (932-953)                                      |                          |                          |                                                        |                                                        |                                                        |                                                        |                                                        |                                                        |  |  |                                                                     |                                                                     |                                                                     |                                                                     |                                                                     |                                                                     |
| |                                        |                                        |                                        |                                                       |                                        |                             |                             |                                                     |                                                     |                                                     |                                                     | Conrado el Rojo (c. 922-955) D. de Lotaringia (r. 944/5-953/4) | Conrado el Rojo (c. 922-955) D. de Lotaringia (r. 944/5-953/4) | Conrado el Rojo (c. 922-955) D. de Lotaringia (r. 944/5-953/4) | Conrado el Rojo (c. 922-955) D. de Lotaringia (r. 944/5-953/4) | Conrado el Rojo (c. 922-955) D. de Lotaringia (r. 944/5-953/4) | Conrado el Rojo (c. 922-955) D. de Lotaringia (r. 944/5-953/4) |                                           |                                           |                                                           |                                                           |                                                           |                                                           |                                                           |                                                           |                                          |                                          | Luidgard (932-953)                                      | Luidgard (932-953)                                      | Luidgard (932-953)                                      | Luidgard (932-953)                                      | Luidgard (932-953)                                      | Luidgard (932-953)                                      |                          |                          |                                                        |                                                        |                                                        |                                                        |                                                        |                                                        |  |  |                                                                     |                                                                     |                                                                     |                                                                     |                                                                     |                                                                     |
| |                                        |                                        |                                        |                                                       |                                        |                             |                             |                                                     |                                                     |                                                     |                                                     |                                                                |                                                                |                                                                |                                                                |                                                                |                                                                |                                           |                                           |                                                           |                                                           |                                                           |                                                           |                                                           |                                                           |                                          |                                          |                                                         |                                                         |                                                         |                                                         |                                                         |                                                         |                          |                          |                                                        |                                                        |                                                        |                                                        |                                                        |                                                        |  |  |                                                                     |                                                                     |                                                                     |                                                                     |                                                                     |                                                                     |
| |                                        |                                        |                                        |                                                       |                                        |                             |                             |                                                     |                                                     |                                                     |                                                     |                                                                |                                                                |                                                                |                                                                |                                                                |                                                                |                                           |                                           | Otón de Worms †1004 D. de Carintia (r. 978-985,1002-1004) | Otón de Worms †1004 D. de Carintia (r. 978-985,1002-1004) | Otón de Worms †1004 D. de Carintia (r. 978-985,1002-1004) | Otón de Worms †1004 D. de Carintia (r. 978-985,1002-1004) | Otón de Worms †1004 D. de Carintia (r. 978-985,1002-1004) | Otón de Worms †1004 D. de Carintia (r. 978-985,1002-1004) |                                          |                                          | Judith †991                                             | Judith †991                                             | Judith †991                                             | Judith †991                                             | Judith †991                                             | Judith †991                                             |                          |                          |                                                        |                                                        |                                                        |                                                        |                                                        |                                                        |  |  |                                                                     |                                                                     |                                                                     |                                                                     |                                                                     |                                                                     |
| |                                        |                                        |                                        |                                                       |                                        |                             |                             |                                                     |                                                     |                                                     |                                                     |                                                                |                                                                |                                                                |                                                                |                                                                |                                                                |                                           |                                           | Otón de Worms †1004 D. de Carintia (r. 978-985,1002-1004) | Otón de Worms †1004 D. de Carintia (r. 978-985,1002-1004) | Otón de Worms †1004 D. de Carintia (r. 978-985,1002-1004) | Otón de Worms †1004 D. de Carintia (r. 978-985,1002-1004) | Otón de Worms †1004 D. de Carintia (r. 978-985,1002-1004) | Otón de Worms †1004 D. de Carintia (r. 978-985,1002-1004) |                                          |                                          | Judith †991                                             | Judith †991                                             | Judith †991                                             | Judith †991                                             | Judith †991                                             | Judith †991                                             |                          |                          |                                                        |                                                        |                                                        |                                                        |                                                        |                                                        |  |  |                                                                     |                                                                     |                                                                     |                                                                     |                                                                     |                                                                     |
| |                                        |                                        |                                        |                                                       |                                        |                             |                             |                                                     |                                                     |                                                     |                                                     |                                                                |                                                                |                                                                |                                                                |                                                                |                                                                |                                           |                                           |                                                           |                                                           |                                                           |                                                           |                                                           |                                                           |                                          |                                          |                                                         |                                                         |                                                         |                                                         |                                                         |                                                         |                          |                          |                                                        |                                                        |                                                        |                                                        |                                                        |                                                        |  |  |                                                                     |                                                                     |                                                                     |                                                                     |                                                                     |                                                                     |
| |                                        |                                        |                                        |                                                       |                                        |                             |                             |                                                     |                                                     |                                                     |                                                     |                                                                |                                                                |                                                                |                                                                |                                                                |                                                                |                                           |                                           |                                                           |                                                           |                                                           |                                                           |                                                           |                                                           |                                          |                                          |                                                         |                                                         |                                                         |                                                         |                                                         |                                                         |                          |                          |                                                        |                                                        |                                                        |                                                        |                                                        |                                                        |  |  |                                                                     |                                                                     |                                                                     |                                                                     |                                                                     |                                                                     |
| |                                        |                                        |                                        |                                                       |                                        |                             |                             |                                                     |                                                     |                                                     |                                                     |                                                                |                                                                |                                                                |                                                                |                                                                |                                                                |                                           |                                           |                                                           |                                                           |                                                           |                                                           |                                                           |                                                           |                                          |                                          |                                                         |                                                         |                                                         |                                                         |                                                         |                                                         |                          |                          |                                                        |                                                        |                                                        |                                                        |                                                        |                                                        |  |  |                                                                     |                                                                     |                                                                     |                                                                     |                                                                     |                                                                     |
| |                                        |                                        |                                        | Adelaida de Metz †1039/1046                           | Adelaida de Metz †1039/1046            | Adelaida de Metz †1039/1046 | Adelaida de Metz †1039/1046 | Adelaida de Metz †1039/1046                         | Adelaida de Metz †1039/1046                         |                                                     |                                                     | Enrique de Worms †990/991 (?)                                  | Enrique de Worms †990/991 (?)                                  | Enrique de Worms †990/991 (?)                                  | Enrique de Worms †990/991 (?)                                  | Enrique de Worms †990/991 (?)                                  | Enrique de Worms †990/991 (?)                                  |                                           |                                           | Papa Gregorio V (972-999) (r. 996-999)                    | Papa Gregorio V (972-999) (r. 996-999)                    | Papa Gregorio V (972-999) (r. 996-999)                    | Papa Gregorio V (972-999) (r. 996-999)                    | Papa Gregorio V (972-999) (r. 996-999)                    | Papa Gregorio V (972-999) (r. 996-999)                    |                                          |                                          | Matilda de Suabia †1031/32                              | Matilda de Suabia †1031/32                              | Matilda de Suabia †1031/32                              | Matilda de Suabia †1031/32                              | Matilda de Suabia †1031/32                              | Matilda de Suabia †1031/32                              |                          |                          | Conrado I (c. 975-1011)) D. de Carintia (r. 1004-1011) | Conrado I (c. 975-1011)) D. de Carintia (r. 1004-1011) | Conrado I (c. 975-1011)) D. de Carintia (r. 1004-1011) | Conrado I (c. 975-1011)) D. de Carintia (r. 1004-1011) | Conrado I (c. 975-1011)) D. de Carintia (r. 1004-1011) | Conrado I (c. 975-1011)) D. de Carintia (r. 1004-1011) |  |  | Guillermo (1028-1046/47) Obispo de Estrasburgo (r. 1028/29-1046/47) | Guillermo (1028-1046/47) Obispo de Estrasburgo (r. 1028/29-1046/47) | Guillermo (1028-1046/47) Obispo de Estrasburgo (r. 1028/29-1046/47) | Guillermo (1028-1046/47) Obispo de Estrasburgo (r. 1028/29-1046/47) | Guillermo (1028-1046/47) Obispo de Estrasburgo (r. 1028/29-1046/47) | Guillermo (1028-1046/47) Obispo de Estrasburgo (r. 1028/29-1046/47) |
| |                                        |                                        |                                        | Adelaida de Metz †1039/1046                           | Adelaida de Metz †1039/1046            | Adelaida de Metz †1039/1046 | Adelaida de Metz †1039/1046 | Adelaida de Metz †1039/1046                         | Adelaida de Metz †1039/1046                         |                                                     |                                                     | Enrique de Worms †990/991 (?)                                  | Enrique de Worms †990/991 (?)                                  | Enrique de Worms †990/991 (?)                                  | Enrique de Worms †990/991 (?)                                  | Enrique de Worms †990/991 (?)                                  | Enrique de Worms †990/991 (?)                                  |                                           |                                           | Papa Gregorio V (972-999) (r. 996-999)                    | Papa Gregorio V (972-999) (r. 996-999)                    | Papa Gregorio V (972-999) (r. 996-999)                    | Papa Gregorio V (972-999) (r. 996-999)                    | Papa Gregorio V (972-999) (r. 996-999)                    | Papa Gregorio V (972-999) (r. 996-999)                    |                                          |                                          | Matilda de Suabia †1031/32                              | Matilda de Suabia †1031/32                              | Matilda de Suabia †1031/32                              | Matilda de Suabia †1031/32                              | Matilda de Suabia †1031/32                              | Matilda de Suabia †1031/32                              |                          |                          | Conrado I (c. 975-1011)) D. de Carintia (r. 1004-1011) | Conrado I (c. 975-1011)) D. de Carintia (r. 1004-1011) | Conrado I (c. 975-1011)) D. de Carintia (r. 1004-1011) | Conrado I (c. 975-1011)) D. de Carintia (r. 1004-1011) | Conrado I (c. 975-1011)) D. de Carintia (r. 1004-1011) | Conrado I (c. 975-1011)) D. de Carintia (r. 1004-1011) |  |  | Guillermo (1028-1046/47) Obispo de Estrasburgo (r. 1028/29-1046/47) | Guillermo (1028-1046/47) Obispo de Estrasburgo (r. 1028/29-1046/47) | Guillermo (1028-1046/47) Obispo de Estrasburgo (r. 1028/29-1046/47) | Guillermo (1028-1046/47) Obispo de Estrasburgo (r. 1028/29-1046/47) | Guillermo (1028-1046/47) Obispo de Estrasburgo (r. 1028/29-1046/47) | Guillermo (1028-1046/47) Obispo de Estrasburgo (r. 1028/29-1046/47) |
| |                                        |                                        |                                        |                                                       |                                        |                             |                             |                                                     |                                                     |                                                     |                                                     |                                                                |                                                                |                                                                |                                                                |                                                                |                                                                |                                           |                                           |                                                           |                                                           |                                                           |                                                           |                                                           |                                                           |                                          |                                          |                                                         |                                                         |                                                         |                                                         |                                                         |                                                         |                          |                          |                                                        |                                                        |                                                        |                                                        |                                                        |                                                        |  |  |                                                                     |                                                                     |                                                                     |                                                                     |                                                                     |                                                                     |
| |                                        |                                        |                                        |                                                       |                                        |                             |                             |                                                     |                                                     |                                                     |                                                     |                                                                |                                                                |                                                                |                                                                |                                                                |                                                                |                                           |                                           |                                                           |                                                           |                                                           |                                                           |                                                           |                                                           |                                          |                                          |                                                         |                                                         |                                                         |                                                         |                                                         |                                                         |                          |                          |                                                        |                                                        |                                                        |                                                        |                                                        |                                                        |  |  |                                                                     |                                                                     |                                                                     |                                                                     |                                                                     |                                                                     |
| Gisela de Suabia (c.990-1043) | Gisela de Suabia (c.990-1043)          | Gisela de Suabia (c.990-1043)          | Gisela de Suabia (c.990-1043)          | Gisela de Suabia (c.990-1043)                         | Gisela de Suabia (c.990-1043)          |                             |                             | CONRADO II (990-1039) Sacro Emperador (r.1027-1039) | CONRADO II (990-1039) Sacro Emperador (r.1027-1039) | CONRADO II (990-1039) Sacro Emperador (r.1027-1039) | CONRADO II (990-1039) Sacro Emperador (r.1027-1039) | CONRADO II (990-1039) Sacro Emperador (r.1027-1039)            | CONRADO II (990-1039) Sacro Emperador (r.1027-1039)            |                                                                |                                                                |                                                                |                                                                |                                           |                                           |                                                           |                                                           |                                                           |                                                           |                                                           |                                                           |                                          |                                          | Conrado II (1002/05-1039) D. de Carintia (r. 1036-1039) | Conrado II (1002/05-1039) D. de Carintia (r. 1036-1039) | Conrado II (1002/05-1039) D. de Carintia (r. 1036-1039) | Conrado II (1002/05-1039) D. de Carintia (r. 1036-1039) | Conrado II (1002/05-1039) D. de Carintia (r. 1036-1039) | Conrado II (1002/05-1039) D. de Carintia (r. 1036-1039) |                          |                          | Bruno †1045 Ob. de Würzburg (r. 1034-1045)             | Bruno †1045 Ob. de Würzburg (r. 1034-1045)             | Bruno †1045 Ob. de Würzburg (r. 1034-1045)             | Bruno †1045 Ob. de Würzburg (r. 1034-1045)             | Bruno †1045 Ob. de Würzburg (r. 1034-1045)             | Bruno †1045 Ob. de Würzburg (r. 1034-1045)             |  |  |                                                                     |                                                                     |                                                                     |                                                                     |                                                                     |                                                                     |
| Gisela de Suabia (c.990-1043) | Gisela de Suabia (c.990-1043)          | Gisela de Suabia (c.990-1043)          | Gisela de Suabia (c.990-1043)          | Gisela de Suabia (c.990-1043)                         | Gisela de Suabia (c.990-1043)          |                             |                             | CONRADO II (990-1039) Sacro Emperador (r.1027-1039) | CONRADO II (990-1039) Sacro Emperador (r.1027-1039) | CONRADO II (990-1039) Sacro Emperador (r.1027-1039) | CONRADO II (990-1039) Sacro Emperador (r.1027-1039) | CONRADO II (990-1039) Sacro Emperador (r.1027-1039)            | CONRADO II (990-1039) Sacro Emperador (r.1027-1039)            |                                                                |                                                                |                                                                |                                                                |                                           |                                           |                                                           |                                                           |                                                           |                                                           |                                                           |                                                           |                                          |                                          | Conrado II (1002/05-1039) D. de Carintia (r. 1036-1039) | Conrado II (1002/05-1039) D. de Carintia (r. 1036-1039) | Conrado II (1002/05-1039) D. de Carintia (r. 1036-1039) | Conrado II (1002/05-1039) D. de Carintia (r. 1036-1039) | Conrado II (1002/05-1039) D. de Carintia (r. 1036-1039) | Conrado II (1002/05-1039) D. de Carintia (r. 1036-1039) |                          |                          | Bruno †1045 Ob. de Würzburg (r. 1034-1045)             | Bruno †1045 Ob. de Würzburg (r. 1034-1045)             | Bruno †1045 Ob. de Würzburg (r. 1034-1045)             | Bruno †1045 Ob. de Würzburg (r. 1034-1045)             | Bruno †1045 Ob. de Würzburg (r. 1034-1045)             | Bruno †1045 Ob. de Würzburg (r. 1034-1045)             |  |  |                                                                     |                                                                     |                                                                     |                                                                     |                                                                     |                                                                     |
| |                                        |                                        |                                        |                                                       |                                        |                             |                             |                                                     |                                                     |                                                     |                                                     |                                                                |                                                                |                                                                |                                                                |                                                                |                                                                |                                           |                                           |                                                           |                                                           |                                                           |                                                           |                                                           |                                                           |                                          |                                          |                                                         |                                                         |                                                         |                                                         |                                                         |                                                         |                          |                          |                                                        |                                                        |                                                        |                                                        |                                                        |                                                        |  |  |                                                                     |                                                                     |                                                                     |                                                                     |                                                                     |                                                                     |
| |                                        |                                        |                                        | ENRIQUE III (1017-1056) Sacro Emperador (r.1046-1056) |                                        |                             |                             |                                                     |                                                     |                                                     |                                                     |                                                                |                                                                |                                                                |                                                                |                                                                |                                                                |                                           |                                           |                                                           |                                                           |                                                           |                                                           |                                                           |                                                           |                                          |                                          |                                                         |                                                         |                                                         |                                                         |                                                         |                                                         |                          |                          |                                                        |                                                        |                                                        |                                                        |                                                        |                                                        |  |  |                                                                     |                                                                     |                                                                     |                                                                     |                                                                     |                                                                     |